# Oper

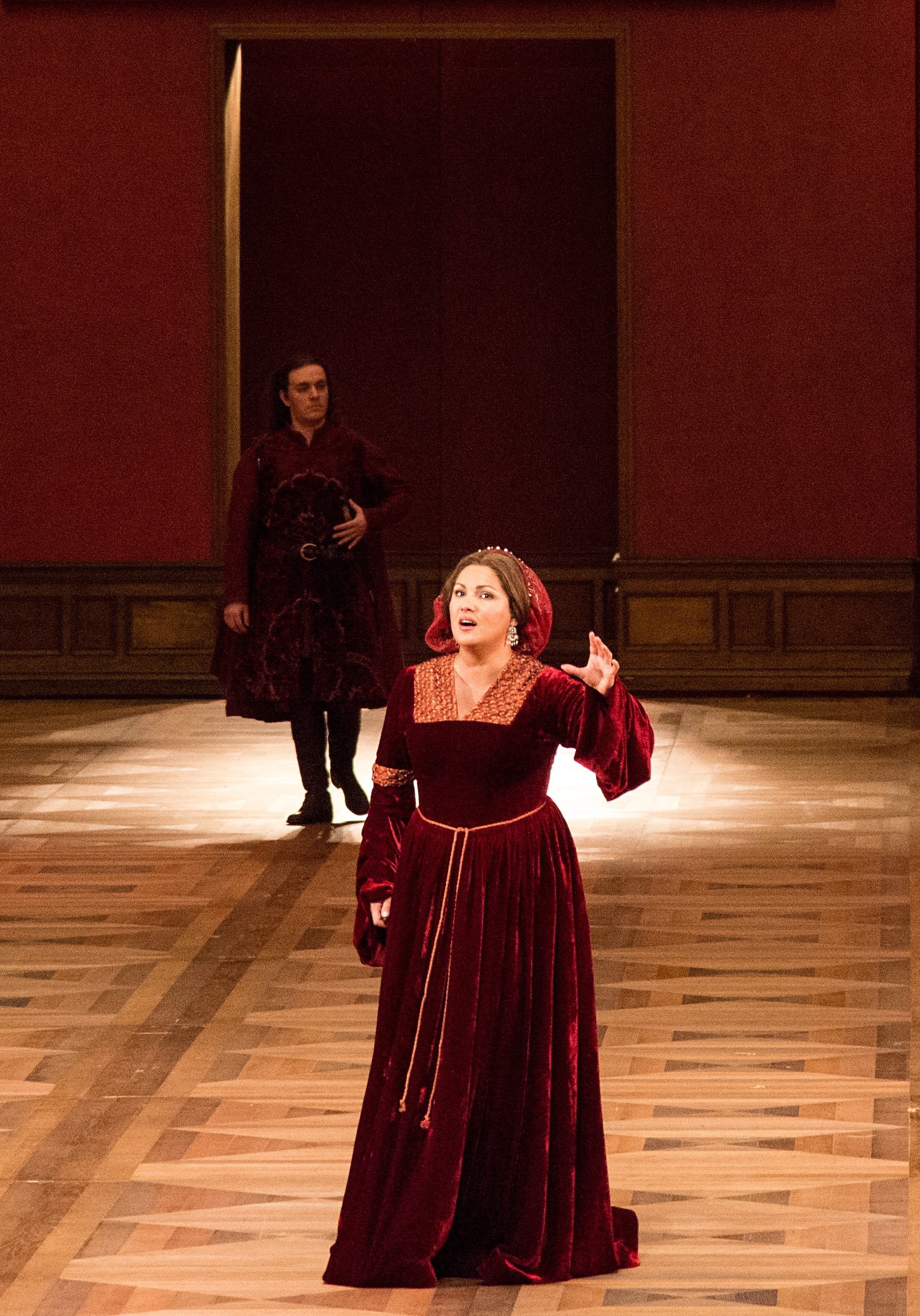
Anna Netrebko und Francesco Meli im Trovatore, Salzburger Festspiele 2014

Opernstar Maria Callas

Als Oper (von italienisch opera in musica, „musikalisches Werk“) bezeichnet man seit 1639 eine um 1600 (mit Beginn des Barockzeitalters) entstandene musikalische Gattung des Theaters. Ferner werden auch das Opernhaus (die Aufführungsstätte oder produzierende Institution) oder die aufführende Kompagnie als Oper bezeichnet.
Eine Oper besteht aus der Vertonung einer dramatischen Dichtung, die von einem Sängerensemble, einem begleitenden Orchester sowie manchmal von einem Chor und einem Ballettensemble ausgeführt wird. Neben dem Gesang führen die Darsteller Schauspiel und Tanz auf einer Theaterbühne aus, die mit den Mitteln von Malerei, Architektur, Requisite, Beleuchtung und Bühnentechnik gestaltet ist. Die Rollen der Darsteller werden durch Maske und Kostüme optisch verdeutlicht. Als künstlerische Leitung betätigen sich Dirigenten für das Musikalische, Regisseure für die Personenführung sowie Bühnen– und Kostümbildner für die Ausstattung. Im Hintergrund unterstützt sie die Dramaturgie.

## Abgrenzungen
Die Oper wird mit Tanz, Musical und Operette unter dem Begriff Musiktheater zusammengefasst. Die Grenzen zu verwandten Kunstwerken sind fließend und definieren sich in jeder Epoche, meist auch im Hinblick auf bestimmte nationale Vorlieben, immer wieder neu. Auf diese Art bleibt die Oper als Gattung lebendig und erhält immer wieder neue Anregungen aus den verschiedensten Bereichen des Theaters.

### Oper und Schauspiel
Schauspiele in dem strengen Sinne, dass auf der Bühne nur gesprochen würde, sind in der Theatergeschichte selten. Mischformen aus Musik, Rezitation und Tanz waren die Regel, auch wenn sich zu manchen Zeiten Literaten und Theaterleute um eine Rettung oder Reform des Schauspiels bemüht haben. Seit dem 18. Jahrhundert sind Mischformen zwischen Schauspiel und Oper aus den verschiedenen Spielarten der Opéra-comique hervorgegangen, wie Ballad Opera, Singspiel oder Posse mit Gesang. Die Singspiele Mozarts werden der Oper zugerechnet, diejenigen Nestroys gelten als Schauspiele. Auf der Grenze bewegen sich z. B. auch die Werke von Brecht/Weill, deren Dreigroschenoper dem Schauspiel näher steht, während Aufstieg und Fall der Stadt Mahagonny eine Oper ist. Sich dem Schauspiel völlig unterordnende Musik bezeichnet man als Schauspielmusik.
Eine verbreitete, dem Schauspiel verwandte Theaterform seit dem Beginn des 19. Jahrhunderts war das Melodram, das heute nur noch im populären Film gegenwärtig ist. Es hatte mit seinen Abenteuerstoffen großen Einfluss auf die Oper in jener Zeit. Stellenweise enthielt es Hintergrundmusik als Untermalung der Bühnenhandlung (weniger des gesprochenen Texts). Darauf bezieht sich der heute noch bekannte Begriff Melodram. Eine solche Untermalung findet sich zum Beispiel in Mozarts Idomeneo, Ludwig van Beethovens Fidelio, in Webers Der Freischütz (in der Wolfsschluchtszene) und in Humperdincks Königskinder.

### Oper und Ballett
In französischer Tradition war der Tanz seit dem Barock in die Oper integriert. Das klassische Ballett löste sich im 19. Jahrhundert mühevoll aus dieser Verbindung, aber in neoklassizistischen Werken des 20. Jahrhunderts, beispielsweise von Igor Strawinsky oder Bohuslav Martinů, bestätigt sich die Verwandtschaft von Oper und Ballett erneut. Auch die italienische Oper war nicht frei von Tanz, wenn auch der Tanz nicht im gleichen Maß dominierte. Heute werden die Ballette und Divertissements der Repertoirewerke meist aus den Partituren gestrichen, sodass der Eindruck einer Spartentrennung entsteht.

### Oper und Operette/Musical
Das Genre der Operette und verwandter Formen wie der Zarzuela grenzt sich als Weiterentwicklung aus dem Singspiel durch die gesprochenen Dialoge, aber auch durch dessen vorherrschenden Unterhaltungsanspruch und das vorrangige Bemühen um Popularität oder kommerziellen Erfolg von der ab der Mitte des 19. Jahrhunderts zunehmend durchkomponierten Oper ab. Diese Abgrenzung entstand erst im ausgehenden 19. Jahrhundert: Als die „komische Oper“ vom „niederen“ zum „hohen“ Genre geworden war, bildete sich die Operette als neues „niederes“ Genre. Ähnliches gilt für das Musical, die Weiterentwicklung des populären Musiktheaters in den Vereinigten Staaten. Operette und Musical sind gleichwohl in nicht geringerem Maße Kunstformen als die Oper.

## Geschichte

### Vorgeschichte

#### Antike

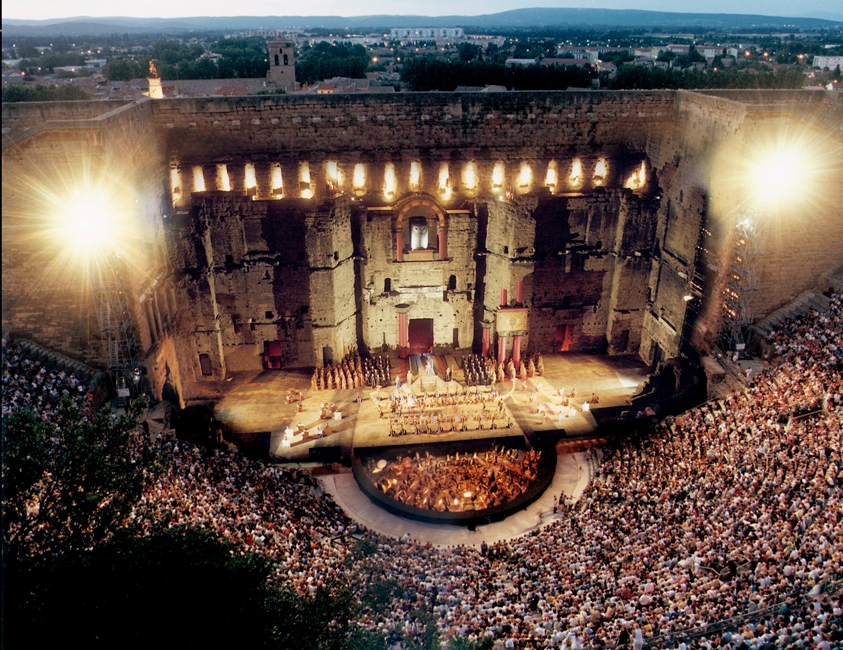
Théâtre Antique in Orange

Bereits im Theater der griechischen Antike verband man szenische Aktion mit Musik. Die Oper der Neuzeit berief sich immer wieder auf dieses Vorbild und konnte es, weil von der Aufführungspraxis wenig überliefert ist, auf unterschiedlichste Weise deuten. Ein Chor, der sang und tanzte, hatte eine tragende Rolle, indem er das Drama in Episoden gliederte oder auch die Aufgabe hatte, die Handlung zu kommentieren. Die Römer pflegten eher die Komödie als die Tragödie. Mimus und später Pantomimus hatten einen hohen Musikanteil. Durch die Zerstörung der römischen Theater im 6. Jahrhundert und die Bücherverluste in der Spätantike sind viele Quellen darüber verloren gegangen.
Jedoch werden seit Beginn des 20. Jahrhunderts zahlreiche antike Bauten, insbesondere Amphitheater und Theaterbauten, für Opernaufführungen genutzt. Die bekanntesten sind das Théâtre Antique in Orange (mit Unterbrechungen seit 1869), die Arena di Verona (seit 1913), das Odeon des Herodes Atticus in Athen (seit den 1930er Jahren), die Thermen des Caracalla in Rom (seit 1937) und der Römersteinbruch St. Margarethen (seit 1996).

#### Mittelalter
Im Hochmittelalter entstand ausgehend vom Gottesdienst der Ostermesse eine neue Tradition gesungener Handlung. Das geistliche Spiel fand zunächst in der Kirche, im 13. Jahrhundert dann als Passionsspiel oder Prozessionsspiel außerhalb der Kirche statt. Beliebte Themen waren das biblische Oster- und Weihnachtsgeschehen, auch mit komödiantischen Einlagen. Die Melodien sind oft überliefert, der Einsatz von Musikinstrumenten ist wahrscheinlich, aber selten belegbar. Im höfischen Bereich gab es weltliche Stücke wie Adam de la Halles melodienreiches Jeu de Robin et de Marion (1280).

#### Renaissance

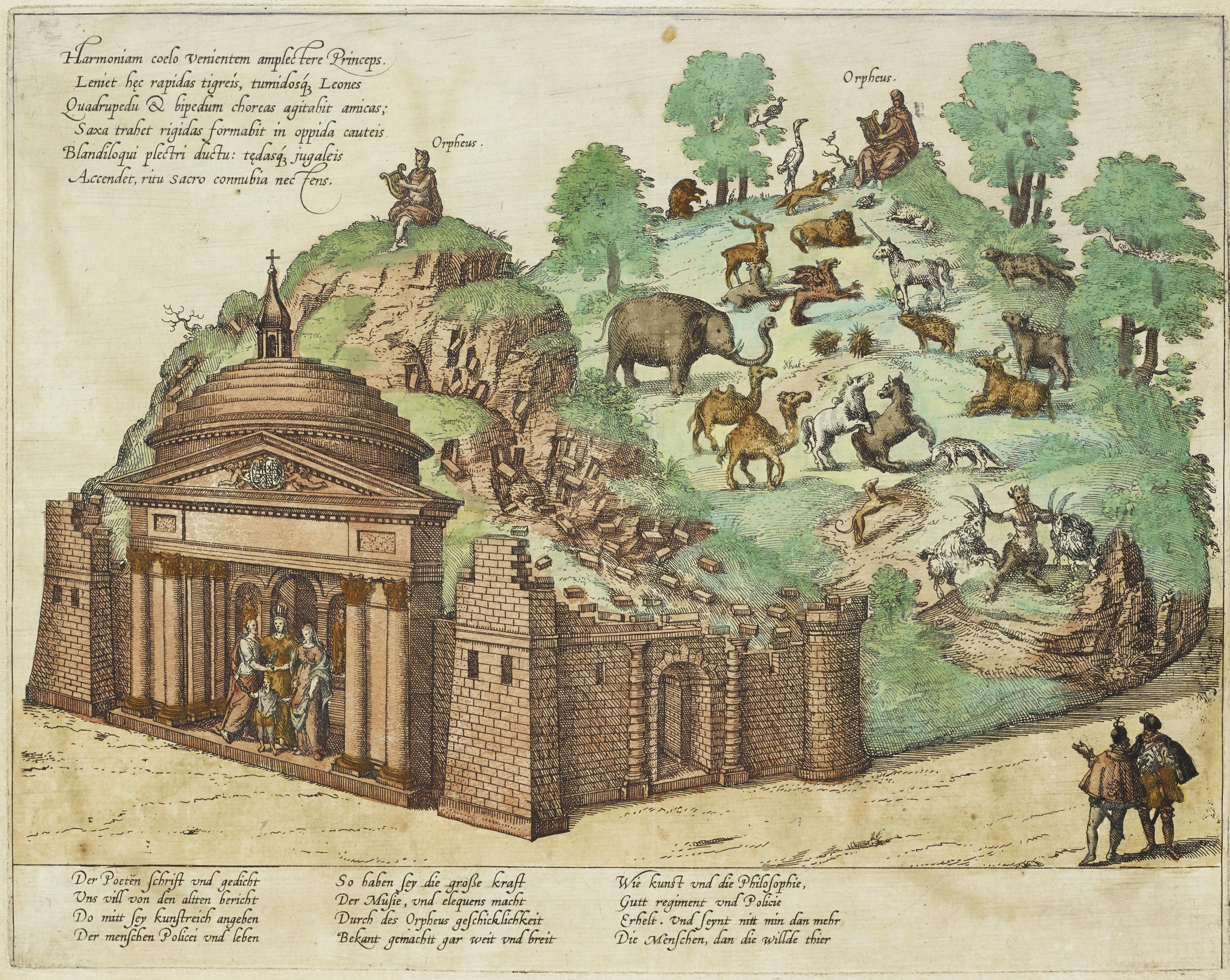
Szenenbild für Orpheus und Amphion, Düsseldorf 1585

Die Zeit des Karnevals, die später zur traditionellen Opernsaison wurde, bot seit dem 15. Jahrhundert Gelegenheit zu musikalisch-theatralischen Aktionen, die von den damals größten europäischen Städten in Italien ausgingen: Intermedien, Tanzspiele, Masken- und Triumphaufzüge gehören zur städtischen Repräsentation in der italienischen Renaissance. Das Madrigal war die wichtigste Gattung der Vokalmusik und verband sich oft mit Tänzen.
Der Königshof in Frankreich gewann im 16. Jahrhundert gegenüber Italien an Bedeutung. Das Ballet comique de la reine 1581 war eine getanzte und gesungene Handlung und gilt als bedeutender Vorläufer der Oper.
Ein früher Versuch in Deutschland, eine dramatische Handlung mit singenden Protagonisten in einem Bühnenbild aufzuführen, ist die Aufführung von Orpheus und Amphion auf einer Simultanbühne anlässlich der Jülichschen Hochzeit von Johann Wilhelm von Jülich-Kleve-Berg mit Markgräfin Jakobe von Baden in Düsseldorf 1585. Als möglicher Komponist der nicht überlieferten Musik wird Andrea Gabrieli genannt. Die Musik sei so schön gewesen, „daß es denselben / so dazumahl nit zugegen gewesen / und solchen Musicum concentum & Symphoniam gehört haben / onmüglich zu glauben.“ Die Handlung war freilich primär eine Allegorese im Sinne eines Fürstenspiegels.

### Ursprung

#### Florentiner Camerata
Die Oper im heutigen Sinn entstand Ende des 16. Jahrhunderts in Florenz. Eine wichtige Rolle in der Entstehungsgeschichte spielte die Florentiner Camerata, ein akademischer Gesprächskreis, in dem sich Dichter (z. B. Ottavio Rinuccini), Musiker, Philosophen, Adelige und ein Kunstmäzen – zunächst übernahm Graf Bardi diese Rolle, später Graf Corsi – zusammenfanden. Diese Humanisten versuchten, das antike Drama wiederzubeleben, an dem ihrer Meinung nach Gesangssolisten, Chor und Orchester beteiligt waren. Nach den Pastoraldramen des 16. Jahrhunderts wurde das Libretto gestaltet und mit den musikalischen Mitteln der Zeit in Musik gesetzt.
Vincenzo Galilei gehörte dieser Gruppe an. Er entdeckte (heute verlorene) Hymnen des Mesomedes und schrieb ein Traktat gegen die niederländische Polyphonie. Dies war ein deutlicher Beweis für den gewünschten musikalischen Stil, den damals neuen Sologesang mit Instrumentalbegleitung.
Textverständlichkeit der Vokalmusik war für die Florentiner Camerata das Wichtigste. Eine klare, einfache Gesangslinie wurde zum Ideal erklärt, der sich die sparsame Generalbass-Begleitung mit wenigen und leisen Instrumenten wie Laute oder Cembalo unterzuordnen hatte. Großartig ausgearbeitete melodische Einfälle waren unerwünscht, um den Inhalt der Worte nicht durch den Gesang zu verschleiern. Man sprach sogar von einer „nobile sprezzatura del canto“ (Giulio Caccini: Le nuove musiche, 1601), einer „noblen Verachtung des Gesangs“. Diese Art des Singens nannte man recitar cantando, rezitierenden Gesang. Die Schlichtheit und Beschränkung des recitar cantando steht im Gegensatz zur vorherrschenden Polyphonie mit ihren komplexen Ton- und Textschichtungen. Mit der Monodie, wie man diesen neuen Stil in Anlehnung an die Antike nannte, sollte das Wort wieder zu seinem vollen Recht kommen. Es entwickelte sich eine Theorie der Affekte, die durch den gesungenen Text transportiert werden konnten. Zur Monodie der einzelnen Gesangsstimme gesellten sich Chöre in Madrigalform oder als Motette. Das Orchester spielte dazwischen Ritornelle und Tänze.
Als erstes Werk der Gattung Oper gilt La Dafne von Jacopo Peri (Uraufführung 1598) mit einem Text von Ottavio Rinuccini, von der nur einzelne Fragmente erhalten geblieben sind. Weitere bedeutende Werke aus der Anfangszeit sind Peris Euridice (1600) als älteste erhaltene Oper, sowie Euridice (1602) und Il Rapimento di Cefalo (1602) von Giulio Caccini. Stoffe dieser frühen Opern entnahm man der Schäferdichtung und vor allem der griechischen Mythologie. Wunder, Zauber und Überraschungen, dargestellt durch aufwändige Bühnenmaschinerie, wurden zu beliebten Bestandteilen.

#### Monteverdi

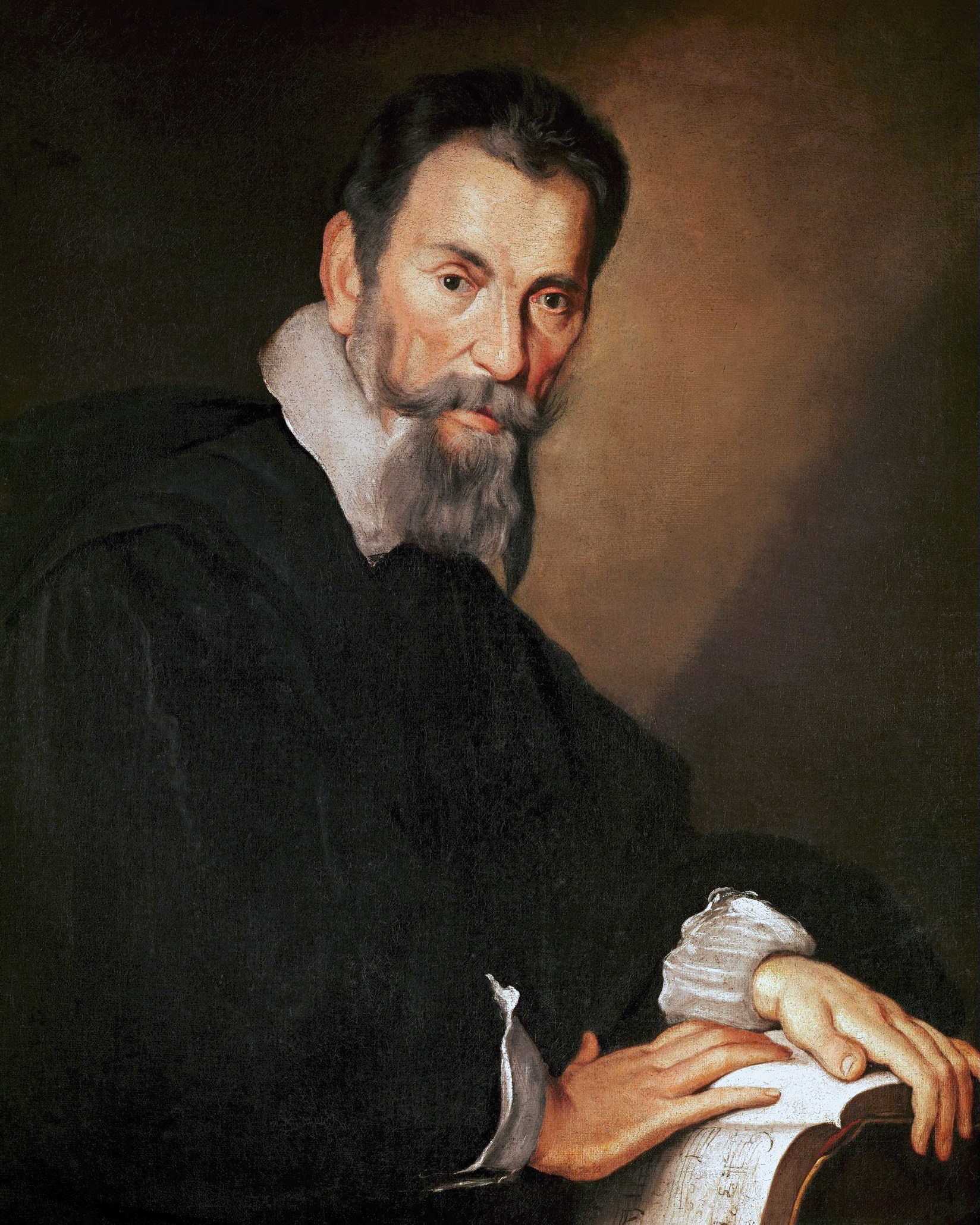
Claudio Monteverdi

Besondere Beachtung fand Claudio Monteverdis erste Oper L’Orfeo (1607). Sie wurde anlässlich des Geburtstags von Francesco IV. Gonzaga am 24. Februar 1607 in Mantua uraufgeführt. Hier sind im Vergleich zu seinen Vorgängern erstmals ein reicheres Instrumentarium (wenngleich es in der Partitur meist nur angedeutet ist), ausgebaute Harmonik, tonmalerisch-psychologische und bildhafte Ausdeutung von Worten und Figuren sowie eine die Personen charakterisierende Instrumentation zu hören. Posaunen werden zum Beispiel für die Unterwelt- und Todesszenen eingesetzt, Streicher bei Schlafszenen, für die Hauptfigur Orfeo kommt eine Orgel mit Holzregistern (organo di legno) zum Einsatz.
Monteverdi erweitert die Gesangslinie des recitar cantando zu einem mehr arienhaften Stil und gibt den Chören größeres Gewicht. Seine Spätwerke Il ritorno d’Ulisse in patria (1640) und L’incoronazione di Poppea (1643) sind in Hinblick auf ihre Dramatik Höhepunkte der Operngeschichte. Noch in dieser letzten Oper Monteverdis, L’incoronazione di Poppea, findet man den Prolog durch drei allegorische Figuren dargestellt, in der Fortuna die Virtù (Tugend) verspottet. Die übrige Handlung spielt in der irdischen Welt um den römischen Kaiser Nero, dessen ungeliebte Gattin Ottavia und Poppea, die Gattin des Prätors Ottone. Diese wird Neros Gattin und Kaiserin. Neros brutaler Charakter wird von einem Kastraten und entsprechend virtuoser Musik dargestellt, Ottone wirkt dagegen weich, und Neros würdiger Lehrer und Berater Seneca bekommt die Bassstimme zugewiesen. Belcanto-Gesang und Koloraturreichtum werden für den Adel und für Göttergestalten eingesetzt, für die übrigen Personen schlichtere Ariosi und Lieder.

### 17. Jahrhundert

#### Italien

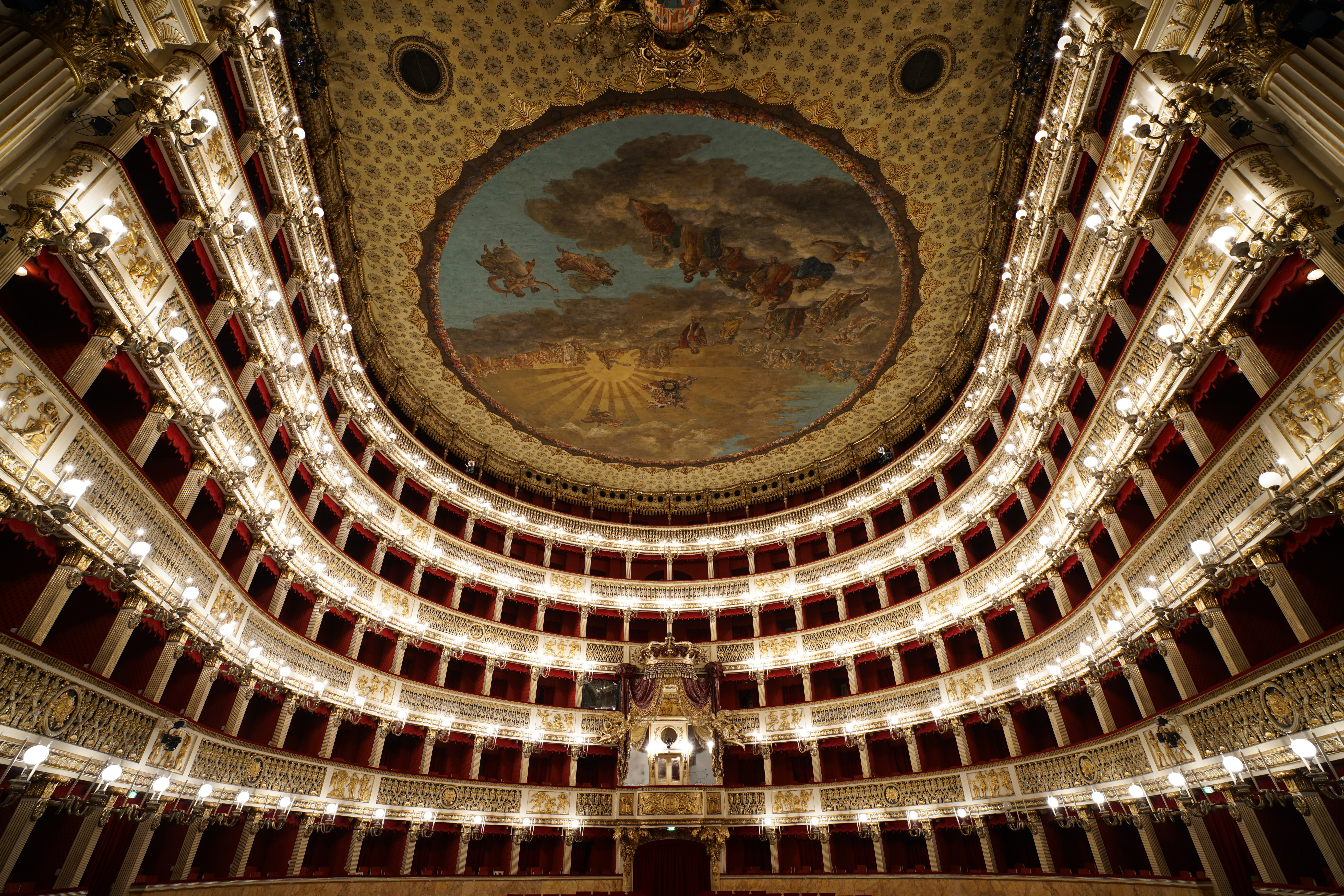
Teatro San Carlo di Napoli, 1737 eröffnet

1637 wurde das Teatro San Cassiano in Venedig als erstes öffentliches Opernhaus eröffnet. In schneller Folge entstanden neue Spielstätten, und Venedig wurde mit seiner „venezianischen Oper“ zum Opernzentrum Norditaliens. Historische Darstellungen verdrängten bald die mythischen Stoffe, wie in der Oper L’incoronazione di Poppea (1642), die noch den Namen Claudio Monteverdis trägt, wobei die Forschung seit Alan Curtis darüber diskutiert, ob es sich vielmehr um ein Pasticcio handle, das sich den berühmten Namen zu Nutze machte.
Das Publikum dieser Opern setzte sich vornehmlich aus Angehörigen der nichtadeligen Stände zusammen. Den Spielplan bestimmte der geldgebende Adel auf Grund des Publikumsgeschmacks. Die aus den Akademien hervorgegangene Oper wurde in diesem Zusammenhang kommerzialisiert und vereinfacht, das Orchester reduziert. Die Da-capo-Arie mit vorangestelltem Rezitativ prägte für lange Zeit den Sologesang, Chöre und Ensembles wurden gekürzt. Verwechslungen und Intrigen bildeten das Grundgerüst der Handlungen, die mit komischen Szenen der beliebten Nebenfiguren angereichert wurden. Francesco Cavalli und Antonio Cesti waren die bekanntesten venezianischen Opernkomponisten in der auf Monteverdi folgenden Generation. Die Schriftsteller Giovanni Francesco Busenello und Giovanni Faustini galten als stilbildend und wurden häufig nachgeahmt.
Zum zweiten, stärker vom Geschmack der Aristokratie geprägten Opernzentrum Italiens wurde seit den 1650er Jahren die Großstadt Neapel. Als Begründer der neapolitanischen Oper gilt der Komponist Francesco Provenzale. In der folgenden Generation wurde Alessandro Scarlatti zum Vorreiter der neapolitanischen Schule.
Die Librettisten erhielten ihr Geld durch den Verkauf von Textbüchern, die zusammen mit Wachskerzen zum Mitlesen vor der Vorstellung verteilt wurden. Lange Zeit blieb die Literatur des Renaissance-Humanismus Vorbild der italienischen Operntexte.
Opern wurden nur zu bestimmten Spielzeiten (ital.: stagione) gegeben: während des Karnevals, von Ostern bis zur Sommerpause sowie vom Herbst bis zum Advent. In der Passions- und Adventszeit wurden stattdessen Oratorien gespielt. In Rom erhielten nicht nur Maschineneffekte und Chöre ein größeres Gewicht, sondern auch geistliche Stoffe.

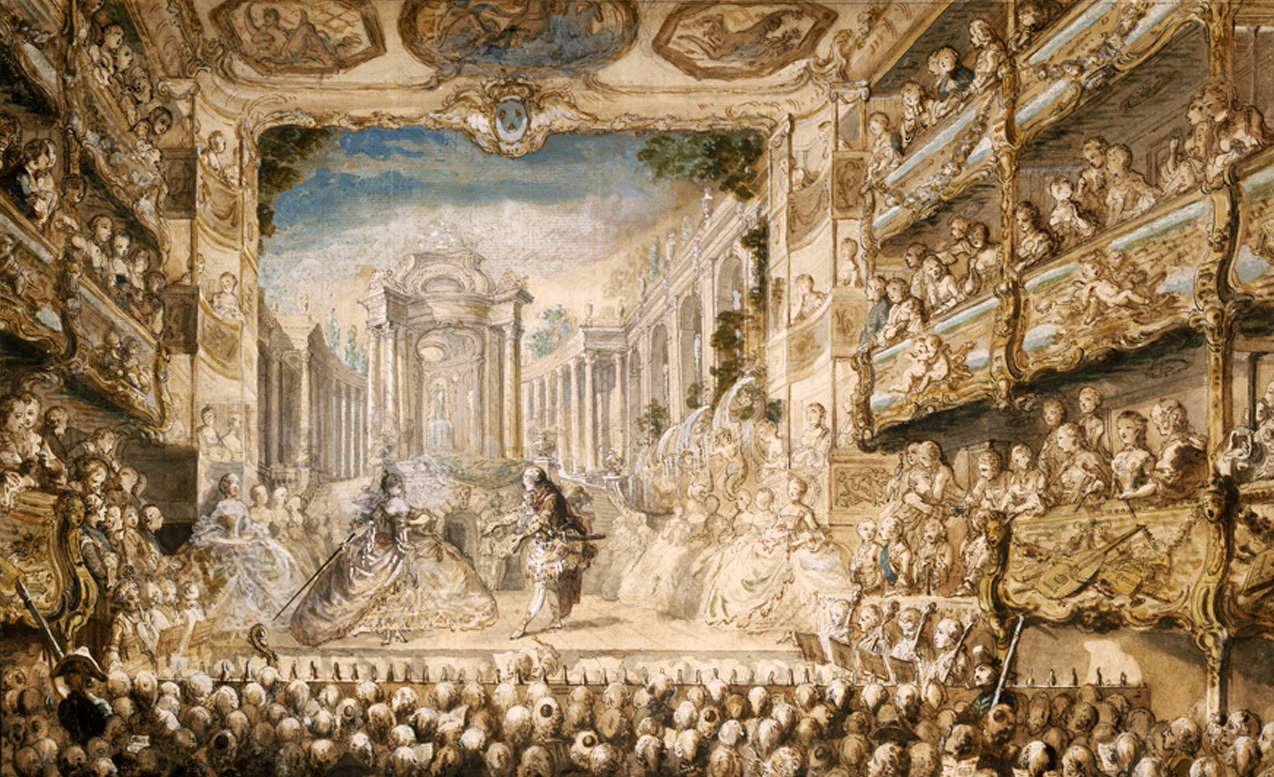
Armide von Lully im Palais Royal, 1761

#### Paris
In Paris entwickelte Jean-Baptiste Lully zusammen mit seinem Librettisten Philippe Quinault eine französische Variante der Oper, deren herausragendstes Merkmal neben den Chören das Ballett ist. Lully verfasste eine französische Version von Cavallis L’ercole amante (1662), in die er Ballette einfügte, die größeren Beifall fanden als die Oper. Cadmus et Hermione (1673) wird als erste Tragédie lyrique angesehen und blieb modellhaft für die nachfolgenden französischen Opern.
Die aus Italien importierte Oper wurde von der Tragédie lyrique zurückgedrängt. Dennoch versuchten Lullys Nachfolger Marc-Antoine Charpentier und André Campra, französische und italienische Stilmittel zu verbinden.

#### Deutsches Sprachgebiet
Ausgehend von italienischen Vorbildern, entwickelte sich bereits gegen Mitte des 17. Jahrhunderts eine eigenständige Operntradition innerhalb des deutschen Sprachgebietes, die auch die Verwendung deutschsprachiger Libretti mit einschließt.
Die erste Oper eines „deutschen“ Komponisten war 1627 die (verschollene) Dafne von Heinrich Schütz, der die Musikform der Oper bei seinem Studienaufenthalt 1609–1613 in Italien kennengelernt hatte. 1644 entstand die erste erhaltene deutschsprachige Oper von Sigmund Theophil Staden nach einem Libretto von Georg Philipp Harsdörffer Das geistlich Waldgedicht oder Freudenspiel, genannt Seelewig, ein pastorales Lehrstück in starker Nähe zum moralisierenden Schuldrama der Renaissance.
Kurz nach dem Dreißigjährigen Krieg etablierten sich auch im deutschsprachigen Raum Opernhäuser zunehmend als zentrale Versammlungs- und Repräsentationsorte der führenden Gesellschaftsschichten. Eine zentrale Rolle spielten dabei die führenden Fürsten- und Königshäuser, die sich zunehmend eigene Hoftheater samt der zugehörigen Künstler leisteten, die in der Regel auch für die (wohlhabende) Öffentlichkeit zugänglich waren. So erhielt München sein erstes Opernhaus 1657, Dresden 1667.
Bürgerliche, d. h. durch Städte und/oder private bürgerliche Akteure finanzierte „öffentliche und populäre“ Opernhäuser wie in Venedig existierten hingegen lediglich in Hamburg (1678), Hannover (1689) und Leipzig (1693). Im bewussten Gegensatz zum durch italienischsprachige Opern dominierten Betrieb an den „adligen“ Häusern, setzte insbesondere die Hamburger Oper am Gänsemarkt als ältestes bürgerliches Opernhaus Deutschlands bewusst auf deutschsprachige Werke und Autoren. So Händel, Keiser, Mattheson und Telemann. Jene etablierten bereits ab Beginn des 18. Jahrhunderts unter Verwendung deutschsprachiger Libretti von Dichtern wie Elmenhorst, Feind, Hunold und Postel eine eigenständige deutschsprachige Opern- und Singspieltradition. Die Bedeutung Hamburgs für die Entwicklung einer eigenständigen deutschsprachigen Operntradition unterstreichen auch die beiden zeitgenössischen Schriften zur Theorie der Oper: Heinrich Elmenhorsts Dramatologia (1688) und Barthold Feinds Gedancken von der Opera (1708).

#### England

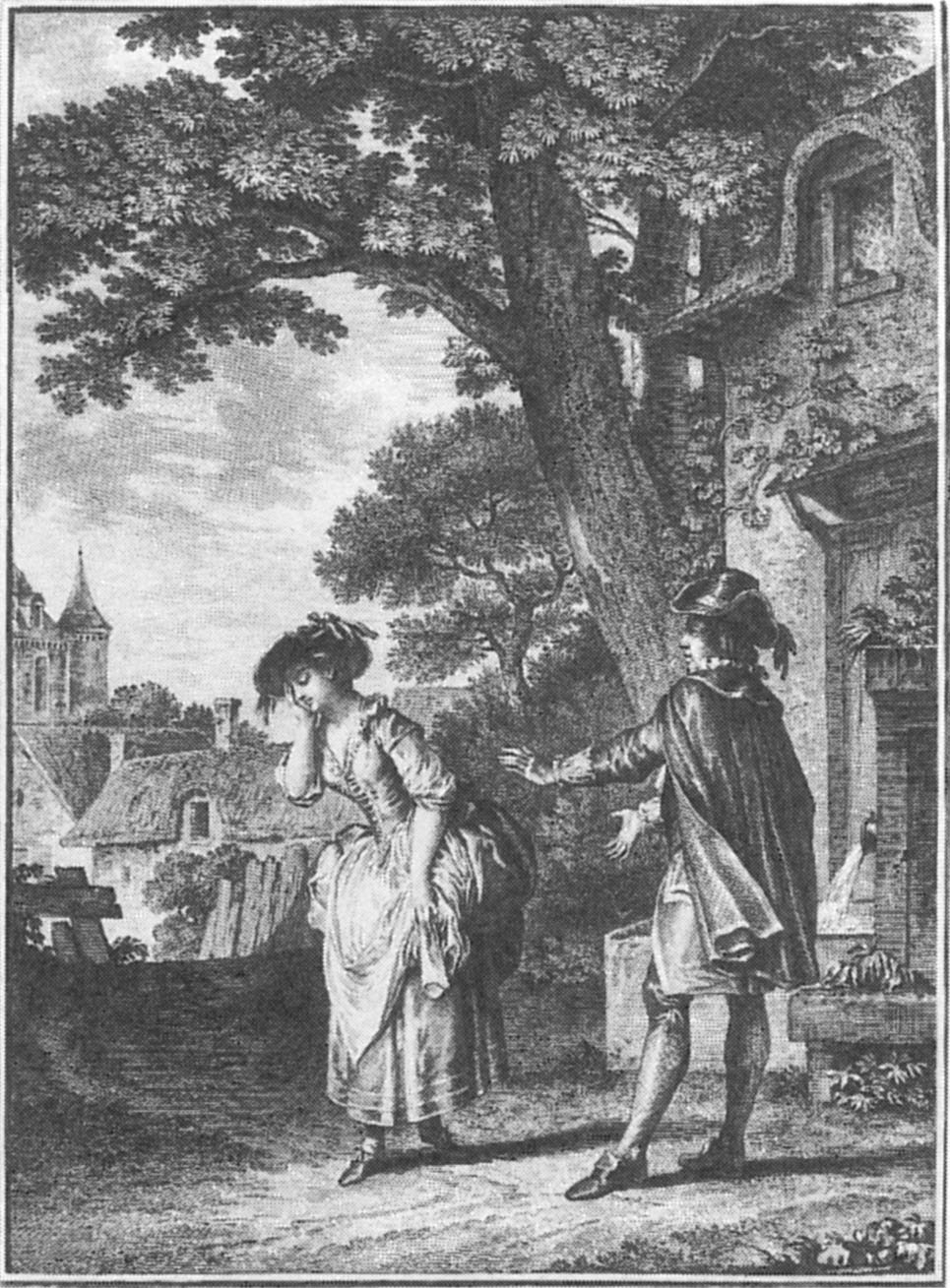
Jean-Michel Moreau: Szenenbild zu Le devin du village (1753)

In England verbreitete sich die Oper erst relativ spät. Die vorherrschende musikalische Theaterform in der Zeit des Elisabethanischen Theaters war die Masque, eine Kombination aus Tanz, Pantomime, Sprechtheater und musikalischen Einlagen, bei denen der vertonte Text meist nicht in unmittelbarem Zusammenhang mit der Handlung stand. Im Anschluss an das puritanische Verbot von Musik- und Theateraufführungen von 1642 begründete erst die Stuart-Restauration ab 1660 wiederum ein Theaterleben, in das die Oper integriert wurde.
Ein in jeder Hinsicht singuläres Werk ist Henry Purcells knapp einstündige Oper Dido and Aeneas (Uraufführung vermutlich 1689, Libretto: Nahum Tate). Der Komponist greift darin Elemente der französischen und der italienischen Oper auf, entwickelt jedoch eine eigene Tonsprache, die sich vor allem dadurch auszeichnet, dass sie sehr eng am Text bleibt. Chorpassagen und tänzerische Abschnitte stehen den ariosen Passagen der Hauptfiguren gegenüber, die fast ohne arienartige Formen auskommen. Die wechselnden Stimmungen und Situationen werden mit musikalischen Mitteln genau wiedergegeben; die Schlussszene, wenn die karthagische Königin Dido aus unglücklicher Liebe zu dem trojanischen Helden Aeneas an gebrochenem Herzen stirbt, gehört zum Bewegendsten der Opernliteratur.

### 18. Jahrhundert

#### Allgemeine Entwicklung
Im Laufe des 18. Jahrhunderts bilden sich zwei Operntypen heraus: Neben der etablierten Opera seria als vorwiegend vom Repräsentations- und Legitimationsbedürfnis des Adels getragene Form, die mehrheitlich auf mythologischen oder historischen Stoffen basiert und deren Personal aus Göttern, Halbgöttern, Heroen, Fürsten sowie deren Geliebten und ihrer Dienerschaft besteht, entwickelt sich um 1720 die Opera buffa mit zunächst grobschlächtig komischen Handlungen, die sich zu bürgerlich-sentimentalen entwickeln.
Eine Konkurrenz zu den italienischen Opern bilden in Frankreich einerseits die höfische Tragédie lyrique, mit ihrem im Vergleich zu älteren italienischen Opern volleren Instrumentarium, und andererseits die Opéra-comique, die vom Pariser Jahrmarktstheater herstammt. Diese Gattungen regen auch außerhalb Frankreichs Opernaufführungen in der eigenen Landessprache an, als einheimisches Gegengewicht zu den allgegenwärtigen italienischen Gesangsvirtuosen.

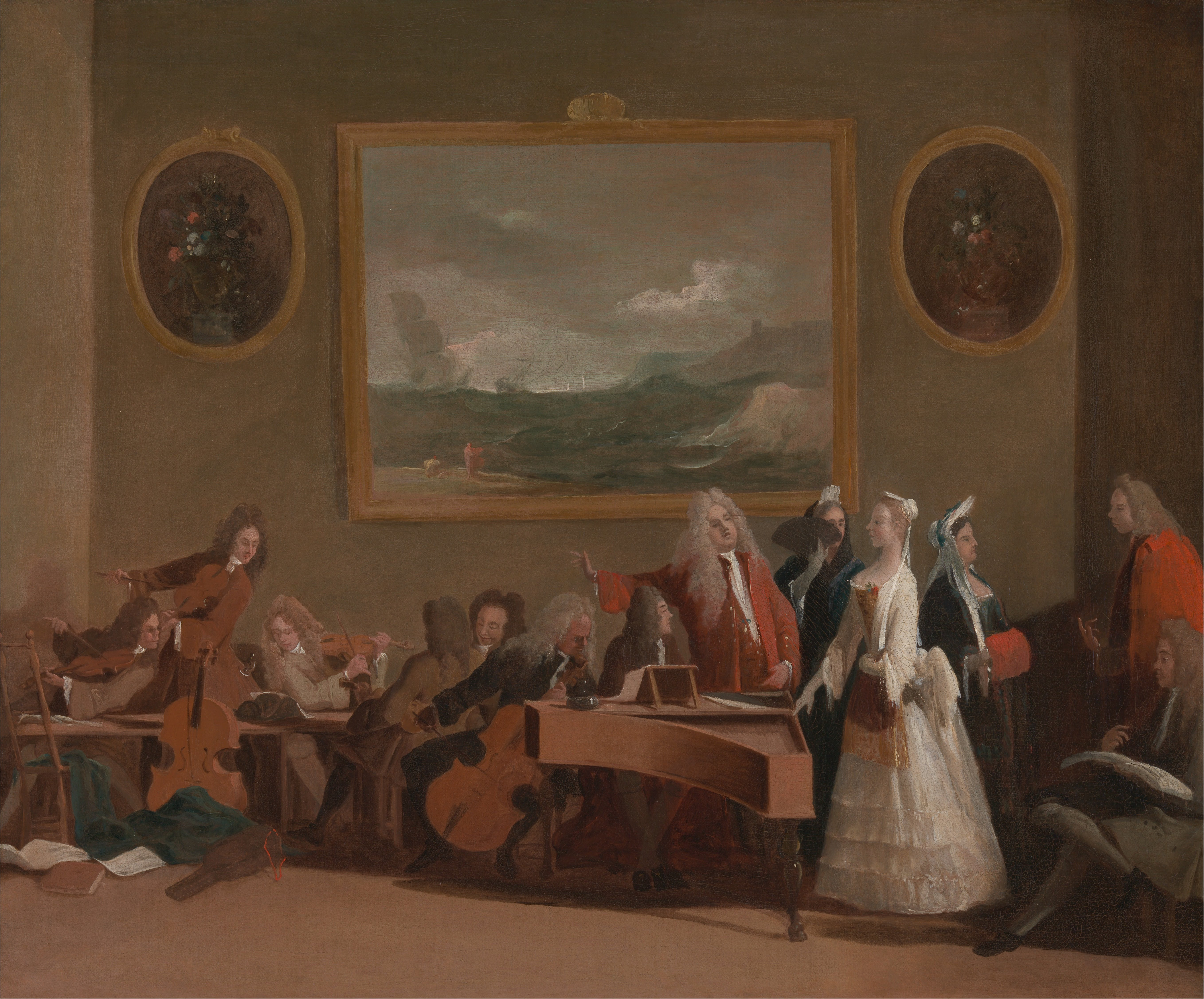
Marco Ricci: Opernprobe, 1709

Stilprägend wurde die im zweiten Viertel des 18. Jahrhunderts von Italien ausgehende Tendenz, aus dem ursprünglichen Dramma per musica ein Arienkonzert bzw. eine Nummernoper mit festgelegtem Inhalt und Musik zu machen. Eine weitere zentrale Entwicklung während der ersten Hälfte des 18. Jahrhunderts ist die Einteilung der auf fünf Teile angewachsenen Da-capo-Arien mit der Abfolge AA'–B–AA' in spezifische Untergruppen:
- Aria di bravura (Bravourarie) mit überreichen Koloraturen;
- Aria cantabile mit schöner Linienführung;
- Aria di mezzo carattere mit charakteristischer Orchesterbegleitung;
- Aria concertata mit konzertierenden Instrumenten;
- Aria parlante, die heftige Gefühlsausbrüche schildert.

Der Star des Abends konnte zudem eine virtuose Aria baule („Koffer-Arie“) einschieben, die mit der Handlung nichts zu tun hatte. Solche Arien konnten leicht vertauscht oder mehrfach eingesetzt werden. Der Belcanto-Gesang wurde zu einer Präsentation virtuoser Gesangstechniken, die extreme Spitzentöne, geschmeidige Triller und weite Sprünge umfassten.

#### Pasticcio
Weil im 18. Jahrhundert das Konzept der Werktreue noch nicht etabliert war und Auftraggeber und Publikum stets neue, noch nie gehörte Opern wünschten, und weil vielen Opernkompanien häufig nur begrenzte Ressourcen an Instrumentalisten und Sängern zur Verfügung standen, bestand eine weitverbreitete Aufführungspraxis des 18. Jahrhunderts darin, Arien und Ensembles aus verschiedenen Werken je nach vorhandener Besetzung möglichst wirkungsvoll zusammenzustellen und eine solche Abfolge musikalischer Nummern mit neuen Texten und einer neuen Handlung zu unterlegen. Diese Art von Opern nannte man Pasticcio; ein Opernpasticcio konnte sowohl aus der Feder eines einzigen Komponisten stammen, der vorhandene Nummern aus früheren Werken wiederverwendete, als auch aus Werken verschiedener Komponisten zusammengesetzt sein. Diese Praxis führte dazu, dass Handlung und Stimmung einer Opernaufführung bis zum Ende des 18. Jahrhunderts – an einigen Aufführungsorten auch bis in die 1830er Jahre hinein – nicht festgelegt waren und ständigen Anpassungen, Wandlungen und Veränderungen unterlagen. Die Praxis des Pasticcio bedeutete, dass bis zum Beginn des 19. Jahrhunderts kaum eine Aufführung des gleichen Werks musikalisch oder inhaltlich einer vorhergehenden glich.

#### Nummernoper
Das daraus folgende Handlungschaos – erzeugt von der Strategie, unterschiedlichen Erwartungen zugleich gerecht zu werden – stieß die italienischen Librettisten Apostolo Zeno und Pietro Metastasio ab. Als Gegenmaßnahme verzichteten sie ab den späten 1730er Jahren zunehmend auf überflüssige Seitenhandlungen, mythische Allegorien und Nebenfiguren und bevorzugten stattdessen eine klare, nachvollziehbare Handlung und Sprache. Damit schufen sie die Grundlage für einen „ernsteren“ Operntypus jenseits der bis dahin üblichen Aufführungspraxis der Opera seria. Das zu diesem Zweck entwickelte Handlungsschema verwickelt die Hauptfiguren nach und nach in ein scheinbar unlösbares Dilemma, das sich zum Schluss durch einen unverhofften Einfall zum Guten wendet (lieto fine). Auch dichterisch leiteten beide Autoren eine Erneuerung der Oper ein. Gegen die Beliebigkeit des Pasticcio nummerierten sie die musikalischen Teile, wodurch deren Austausch erschwert wurde. So trugen sie wesentlich zur Herausbildung der Nummernoper mit ihrer festgelegten Abfolge bei. Als in sich geschlossenes Werk mit stringenter Handlung konnte sich die Oper nunmehr gegenüber dem Schauspiel behaupten.

#### Opera buffa
Die Gattung der Opera buffa entstand gleichzeitig in Neapel und Venedig als zumeist heiterer und lebensnaher Operntypus. Einerseits gab es selbstständige musikalische Komödien, andererseits die komischen Intermezzi zur Opera seria Anfang der 1730er Jahre, aus der Apostolo Zeno und Pietro Metastasio die komischen Elemente ausgeschlossen hatten, sodass sie auf Einlagen zwischen den Akten beschränkt werden mussten. Als stilprägende Werke gelten die Oper Lo frate ’nnamorato von Giovanni Battista Pergolesi, uraufgeführt am 28. September 1732 im Teatro dei Fiorentini in Neapel, und die ab Mitte der 1740er Jahre in Venedig uraufgeführten Werke Baldassare Galuppis, die in enger Zusammenarbeit mit Carlo Goldoni entstanden.
Inhaltlich schöpfte die Opera buffa aus dem reichen Fundus der Commedia dell’arte. Die Handlungen waren oft Verwechslungskomödien, deren Personal aus einem adligen Liebespaar und zwei Untergebenen, oft Magd und Diener, bestand. Letztere können im Unterschied zur Opera seria als Hauptakteure auftreten, womit sich ein bürgerliches und subbürgerliches Publikum identifizieren konnte. Die Opera buffa wurde aber auch von der Aristokratie geschätzt, die ihre Provokationen kaum ernst nahm.

#### Entwicklung der Opera buffa zur Opera semiseria
Seit Mitte des 18. Jahrhunderts begann eine Verlagerung der Komik in der Opera buffa auf alltagsweltliche und gegenwartsbezogene Handlungen, in denen Adlige nicht mehr unangreifbar waren. Mozarts Don Giovanni (1787) wurde zunächst als Opera buffa angesehen und erst im 19. Jahrhundert uminterpretiert, als das Schicksal der bürgerlichen Verführten ernst genommen und der adlige Verführer als Schurke betrachtet werden konnte.
Ausdruck dieser Veränderungen ist die Weiterentwicklung der Opera buffa zum Typus der Opera semiseria Ende des 18. Jahrhunderts, weil ein bürgerliches Publikum sich auf der Bühne nicht mehr verlacht sehen wollte. Die Alltagsnähe der Opera buffa und ihres französischen Gegenstücks, der Opéra-comique, besaß in der zweiten Hälfte des 18. Jahrhunderts soziale Sprengkraft. Damit im Zusammenhang stand der von 1752 bis 1754 in Frankreich ausgetragene Buffonistenstreit. Jean-Jacques Rousseau schätzte den bürgerlich geprägten „heiteren“ Operntypus mehr als die Tragédie lyrique der Hocharistokratie. Seine Verurteilung der französischen Oper zu Gunsten der italienischen führte zu wütenden Reaktionen.

#### England
Im englischen Sprachraum wurde Georg Friedrich Händel (anglisiert George Frideric Handel) zu einem der produktivsten Opernkomponisten (mehr als 45 Opern). Sein Wirken in London hatte nicht den gewünschten geschäftlichen Erfolg, u. a. wegen der starken Konkurrenz des berühmten Kastraten Farinelli, der in der rivalisierenden Operntruppe sang, und ruinöser Gagen für die engagierten Primadonnen. Im 20. Jahrhundert sind vor allem Alcina, Giulio Cesare und Serse wieder in die Spielpläne gekommen, in den letzten Jahrzehnten auch viele andere Händel-Opern (u. a. Ariodante, Rodelinda, Giustino). Nachdem im Zuge der Alte-Musik-Bewegung die historische Aufführungspraxis immer besser erforscht worden war, entstanden auch an den großen Opernhäusern stilbildende Produktionen unter Mitwirkung von Barock-Spezialisten.

#### Frankreich
Frankreichs Pendant zur in Paris umstrittenen Opera buffa wurde die Opéra-comique. Die Rezitative wurden durch gesprochene Dialoge ersetzt. Auch dieses Modell fand im Ausland Erfolg. Die neue Einfachheit und Lebensnähe schlägt sich auch in kleineren Arietten und nouveaux airs, die im Unterschied zu den allseits bekannten Vaudevilles neu komponiert wurden, nieder.
1752 erlebte Frankreich eine neue Konfrontation zwischen der französischen und der italienischen Oper, die unter dem Namen Buffonistenstreit in die Geschichte einging. Giovanni Battista Pergolesis Oper La serva padrona (deutsch: Die Magd als Herrin) war der Anlass dafür. Gegen die Künstlichkeit und Stilisierung der herkömmlichen französischen Adelsoper waren vor allem Jean-Jacques Rousseau und Denis Diderot, die sich gegen die Kunst und Stilisierung Rameaus zur Wehr setzten. Rousseau verfasste neben der bewusst einfach gestalteten Oper Le devin du village (deutsch: Der Dorfwahrsager) auch ein preisgekröntes Traktat mit dem Titel Discours sur les sciences et les arts (1750), in dem er ein von Wissenschaft und Kultur unverdorbenes Leben zum Ideal erklärt. Weitere Musikartikel schrieb er für die berühmte umfassende Encyclopédie der französischen Aufklärung. Der Buffonistenstreit ging schließlich zu Ungunsten der italienischen Operntruppe aus, die aus der Stadt vertrieben wurde. Somit war der Streit zwar vorläufig beendet, an Beliebtheit stand die Grand opéra aber immer noch hinter der Opéra comique zurück.

#### Deutscher Sprachraum

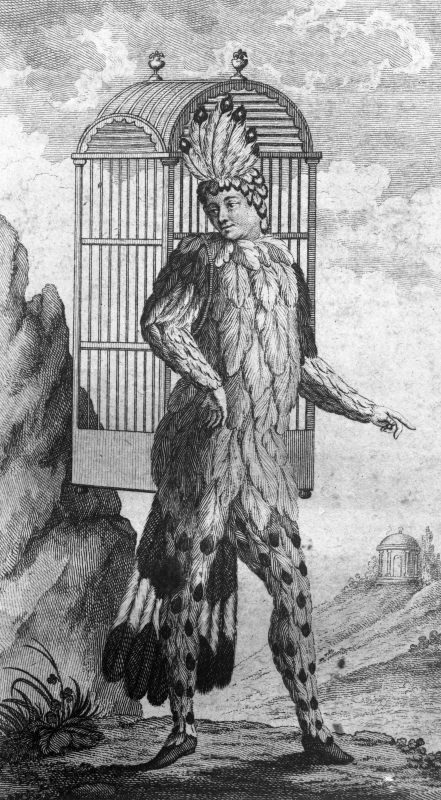
Schikaneder als erster Papageno, 1791

Die Schließung der Oper am Gänsemarkt im Jahr 1738 führte zu einer weiteren Stärkung des zu diesem Zeitpunkt bereits dominanten italienischsprachigen Opernbetriebs im deutschen Sprachraum. Dennoch etablierte sich – ausgehend vom Hamburger Vorbild – ab Mitte des 18. Jahrhunderts zunehmend die Praxis bei Aufführungen französischer und italienischer Opern die Rezitative ins Deutsche zu übersetzen und – aus vorwiegend musikalischen Gründen – lediglich bei den Arien die Originalsprache beizubehalten. Auch wurden ab Mitte des 18. Jahrhunderts der Verkauf oder die Verteilung gedruckter Erläuterungen und Übersetzungen nicht-deutschsprachiger Werke in deutscher Sprache an das Publikum mehr und mehr üblich.

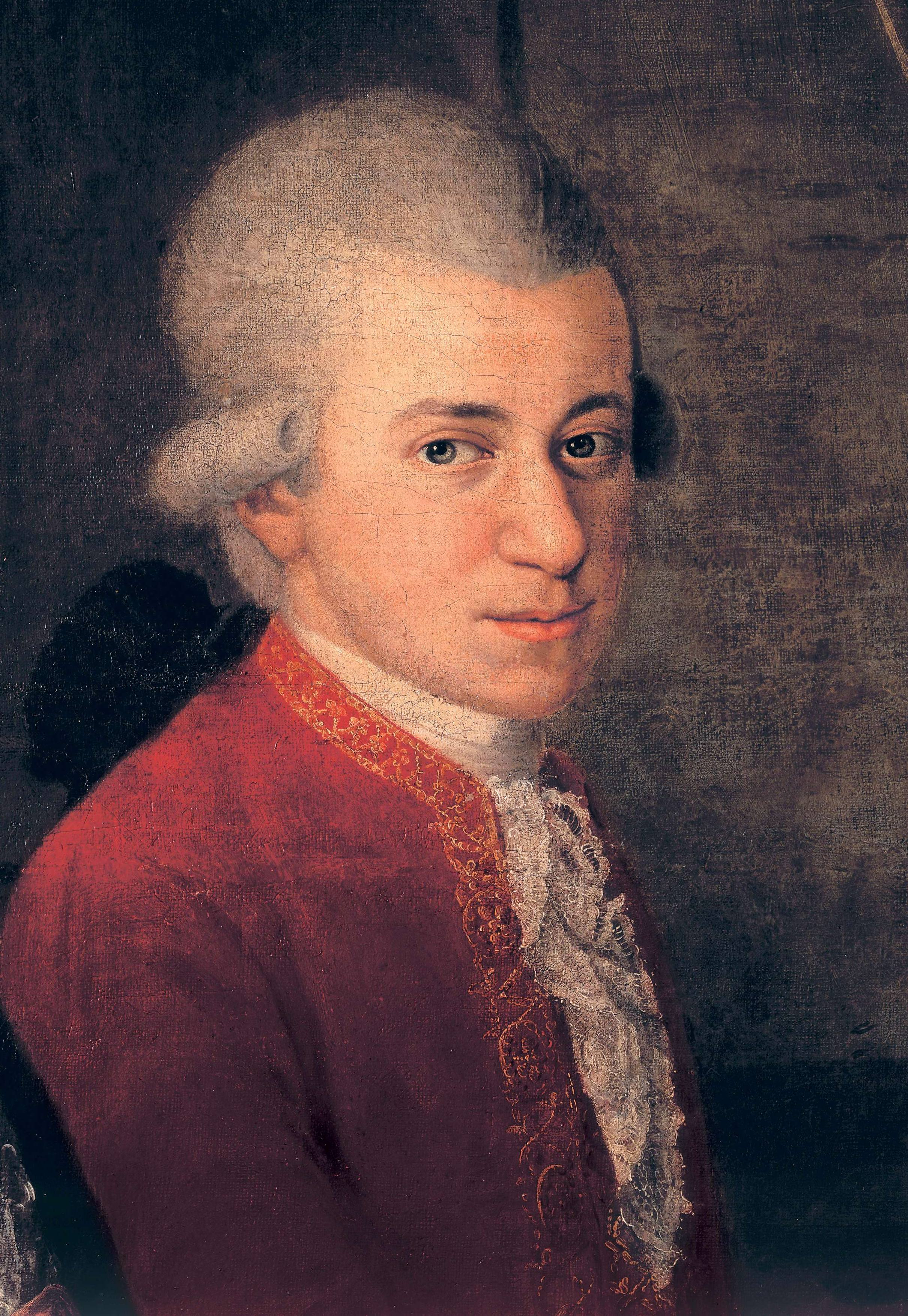
Wolfgang Amadeus Mozart

Um 1780 setzt mit dem Werk Wolfgang Amadeus Mozarts schließlich eine bis weit ins 19. Jahrhundert reichende Entwicklung ein, die zur zunehmenden Verdrängung des bis dahin dominierenden Italienischen zugunsten deutschsprachiger Werke und Aufführungen in deutscher Übersetzung führte. Dabei fand Mozart seinen ganz eigenen Weg, mit der Tradition der italienischen Oper umzugehen. Er reüssierte bereits in jugendlichen Jahren mehrfach in Italien (u. a. mit Lucio Silla und Mitridate, re di Ponto) und komponierte mit Idomeneo (1781), einer ebenfalls auf Italienisch geschriebenen Opera seria, für München sein erstes Meisterwerk. Auf diese Form sollte er mit La clemenza di Tito (1791) kurz vor seinem Tod nochmals zurückkommen. Nach den Singspielen Bastien und Bastienne, Zaide (Fragment) und Die Entführung aus dem Serail (mit dieser 1782 uraufgeführten Oper gelang es ihm, sich in Wien als freier Komponist zu etablieren) schaffte er es in seinem Figaro (1786) und mehr noch im Don Giovanni (1787), Opera seria und Opera buffa einander wieder anzunähern. Neben den zuletzt genannten entstand 1790 als drittes Werk in kongenialer Zusammenarbeit mit dem Librettisten Lorenzo Da Ponte Così fan tutte. In der Zauberflöte (1791) verband Mozart Elemente der Oper mit jenen des Singspiels und des lokal vorherrschenden Alt-Wiener Zaubertheaters, das seine Wirkung besonders aus spektakulären Bühneneffekten und einer märchenhaften Handlung bezog. Dazu kamen Ideen und Symbole aus der Freimaurerei (Mozart war selbst Logenmitglied). Mozart-Opern (und insbesondere die Zauberflöte) gehören bis heute zum Standardrepertoire eines jeden Opernhauses. Er selbst bezeichnete die Oper als „Große Oper in 2 Akten“.

#### Opernreform

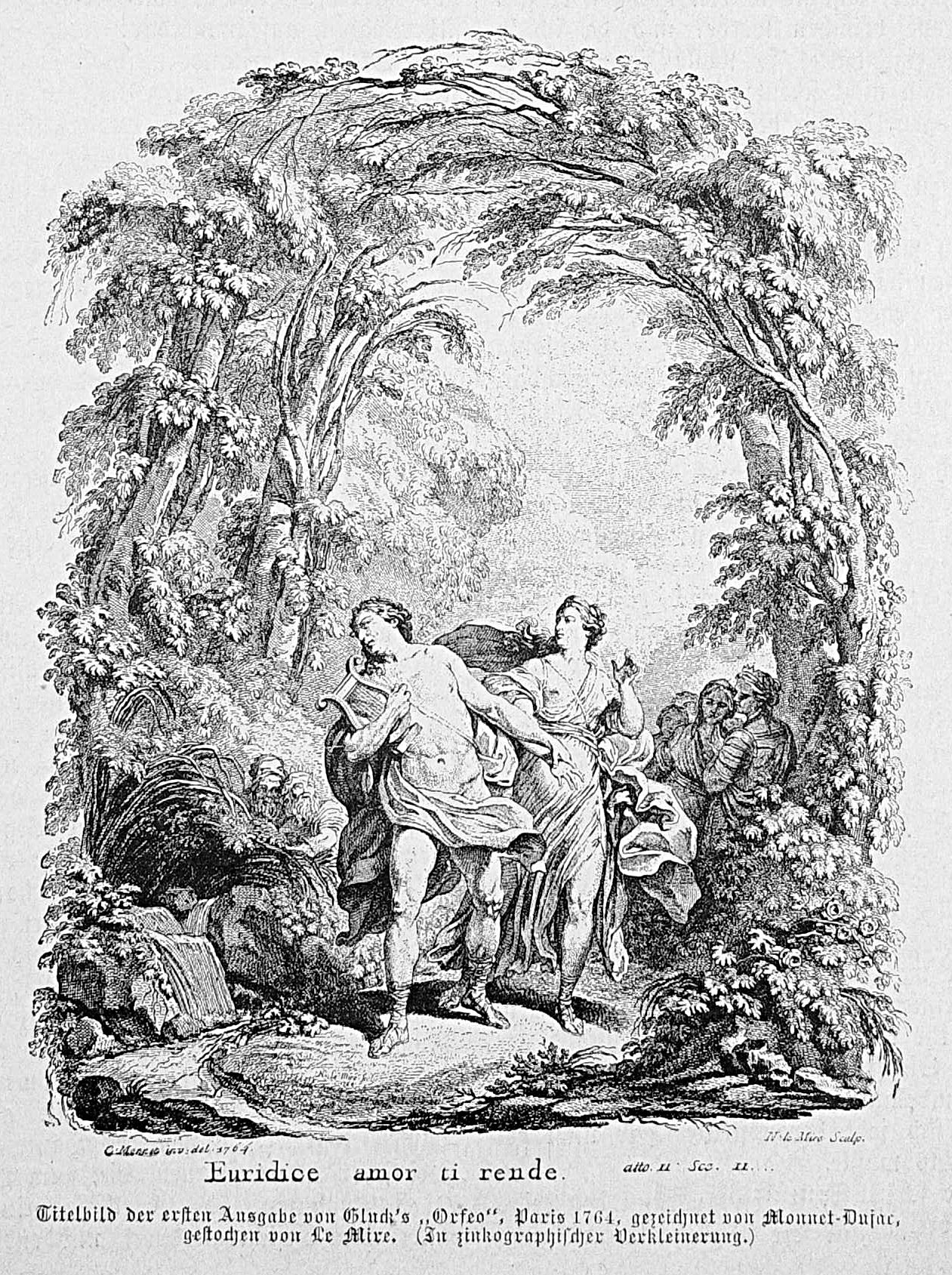
Titelvignette für Orfeo ed Euridice (Paris 1764)

Der ebenfalls sowohl in Italien wie auch in Wien tätige Christoph Willibald Gluck leitete mit seinen Opern Orfeo ed Euridice (1762) und Alceste (1767), in denen er Elemente der ernsten Oper aus Italien und Frankreich mit der realistischeren Handlungsebene der Opera buffa kombinierte, eine umfassende Opernreform ein. Der konsequent klar und logisch aufgebaute Handlungsablauf, gestaltet von Ranieri de’ Calzabigi, kommt dabei ohne komplexe Intrigen oder Verwechslungsdramen aus. Die Zahl der Protagonisten schrumpft. Oberstes Ziel ist eine größere Einfachheit und Nachvollziehbarkeit der Handlung.
Dabei ordnet sich Glucks Musik vollständig Dramaturgie und Text unter, charakterisierte Situationen und Personen und stand nicht für den belcanto-Gesang an sich. Durchkomponierte oder strophisch gestaltete Lieder ersetzten die Da-capo-Arie. Dadurch wurde eine neue Natürlichkeit und Einfachheit erreicht, die hohlem Pathos und Sängermanierismen entgegenwirkte. Der Chor schaltete sich getreu dem antiken Vorbild aktiv in die Handlung ein. Die Ouvertüre bezieht sich auf die Handlung und steht nicht mehr als abgelöstes Instrumentalstück vor der Oper. Italienisches Arioso, französisches Ballett und Pantomime, englisches und deutsches Lied sowie Vaudeville wurden in die Oper integriert, nicht als nebeneinanderstehende Einzelstücke, sondern als neuer klassischer Stil. Glucks ästhetische Ideen wurden von seinem Schüler Antonio Salieri im späten 18. Jahrhundert zu einer neuen Blüte gebracht. Besonders bedeutend sind die Opern Les Danaïdes, Tarare und Axur, re d’Ormus.

#### Verschwinden der Kastratenpartien
Weiterer Ausdruck der größeren Alltagsnähe der Opera buffa und der durch Christoph Willibald Gluck angeregten Neuerungen der Opernreform ist die in der 2. Hälfte des 18. Jahrhunderts einsetzende Praxis auf hohe Kastratenpartien für Männerpartien zugunsten realistischerer Stimmlagen zu verzichten. Neben der bewussten Abgrenzung von der stark durch das Virtuosentum der Kastraten geprägten Opernkultur der Opera seria des Adels, spielten hierfür nicht zuletzt Kostengründe eine entscheidende Rolle. Da Impresarios mit der Opera buffa auf ein weniger zahlungskräftiges bürgerliches und sub-bürgerliches Publikum zielten, waren die horrenden Kosten für die Gage eines bekannten Kastraten kaum zu erwirtschaften. Die hieraus folgende Identifikation der Virtuosenkultur der Kastratenpartien mit der durch den Adel geprägten kostspieligen Tradition der Opera seria erklärt auch das Verschwinden der Kastraten aus dem Opernbetrieb nach dem Ende des Ancien Régime und dem hierdurch bedingten Aufstieg der durch die „natürlichere“ Stimmbesetzung der Opera buffa und Opera semiseria geprägten bürgerlichen Schichten zur auch in Sachen Oper führenden Gesellschaftsschicht des 19. Jahrhunderts.

### 19. Jahrhundert

#### Allgemeine Entwicklung
Im ersten Viertel des 19. Jahrhunderts verschwinden zunehmend die durch den Generalbass begleiteten Rezitative zugunsten einer ausnotierten Orchesterfassung. Neben der bis dahin noch führenden italienischen Oper und den französischen Operntypen treten nach und nach andere nationale Opernformen auf, so zuerst in Deutschland. Die Französische Revolution und der Aufstieg Napoleons zeigten ihre Auswirkungen auf die Oper am deutlichsten bei Ludwig van Beethovens einziger Oper Fidelio bzw. Leonore (1805, 1806 und 1814). Dramaturgie und musikalische Sprache orientierten sich deutlich an Luigi Cherubinis Médée (1797). Die Handlung beruht auf einem „fait historique“ von Jean-Nicolas Bouilly, das 1798 von Pierre Gaveaux unter dem Titel Léonore, ou L’amour conjugal komponiert worden war; die Ideale der französischen Revolution bilden daher auch den Hintergrund von Beethovens Oper. Fidelio kann zum Typus der „Rettungsoper“ gezählt werden, in der die dramatische Errettung eines Menschen aus großer Gefahr der Gegenstand ist. Formal ist das Werk uneinheitlich: der erste Teil ist singspielhaft, der zweite mit dem groß angelegten Chorfinale erreicht symphonische Durchschlagskraft und nähert sich dem Oratorium. Nach der Zauberflöte und dem Fidelio brauchte die deutsche Produktion mehrere Anläufe, um schließlich in der Romantik eine eigene Opernsprache zu entwickeln. Eine der wichtigsten Vorstufen hierzu lieferten E. T. A. Hoffmann mit seiner romantischen Oper Undine und Louis Spohr mit seiner Vertonung des Faust (beide 1816).

#### Deutscher Sprachraum

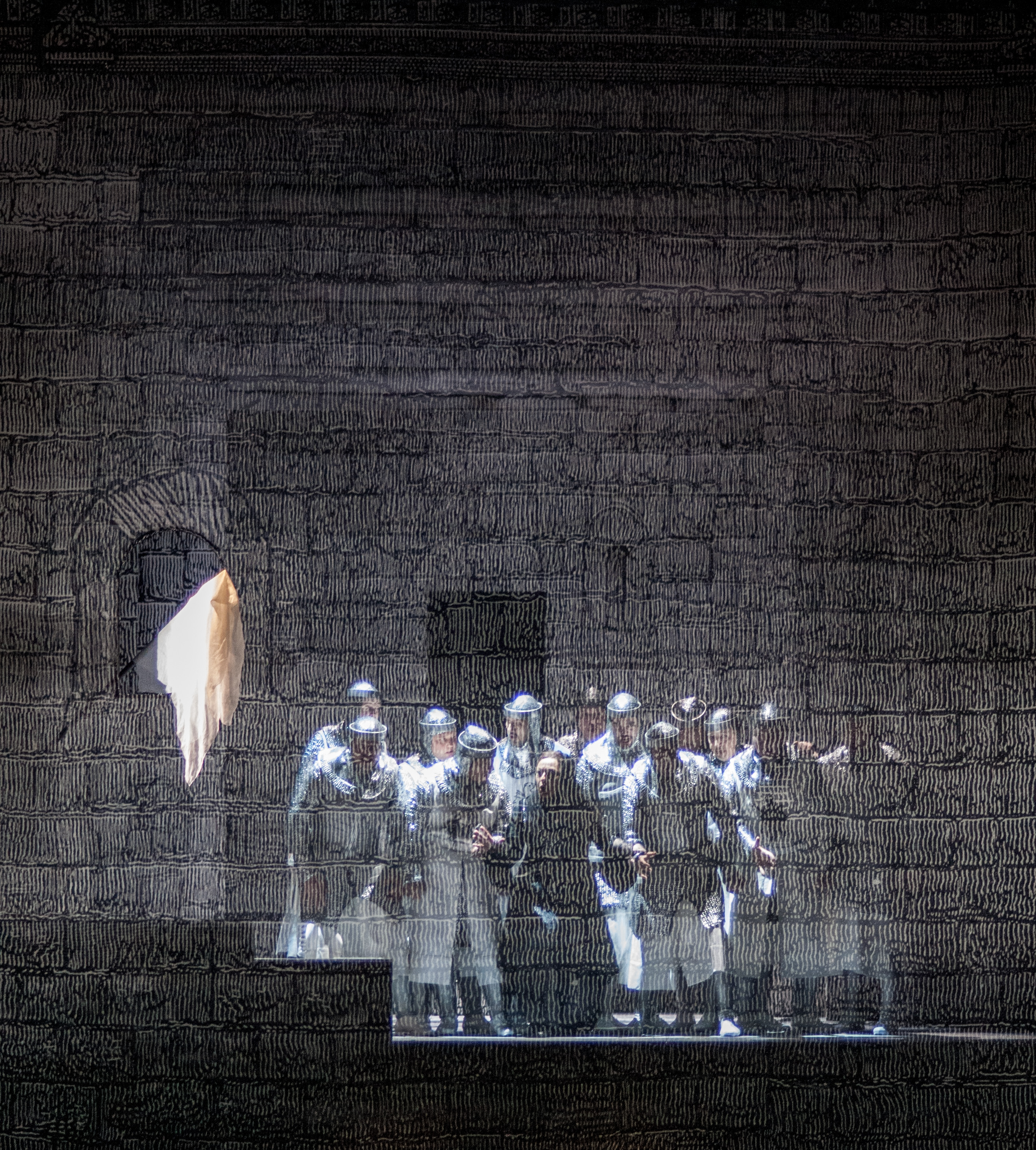
Fierrabras von Franz Schubert, Salzburger Festspiele 2014

Carl Maria von Weber war es schließlich, der aus der Tradition des Singspiels mit viel dramatischem Farbenreichtum im Orchester die deutsche Oper in Gestalt des Freischütz im Jahr 1821 gebührend aufleben ließ. Sein wegen des schlechten Textbuches kaum gespieltes Werk Oberon (London 1826) maß dem Orchester so viel Bedeutung zu, dass sich später namhafte Komponisten wie Gustav Mahler, Claude Debussy und Igor Strawinsky auf ihn beriefen.
Weitere Komponisten der deutschen Romantik waren die als Opernkomponisten kaum bekannten Hochromantiker Franz Schubert (Fierrabras, komponiert 1823, UA 1897), dessen Freunde ihm keine kongeniale Textvorlage liefern konnten, und Robert Schumann, der mit der Vertonung des unter Romantikern beliebten Genoveva-Stoffs nur eine Oper (1850) vorlegte. Ferner zu nennen sind Heinrich Marschner, der mit seinen Opern um übernatürliche Ereignisse und Naturschilderungen (Hans Heiling, 1833) großen Einfluss auf Richard Wagner ausübte, Albert Lortzing mit seinen Spielopern (u. a. Zar und Zimmermann, 1837, sowie Der Wildschütz, 1842), Friedrich von Flotow mit seiner komischen Oper Martha (1847) und schließlich Otto Nicolai, der mit den Lustigen Weibern von Windsor (1849) etwas „italianità“ in die deutsche Oper trug.

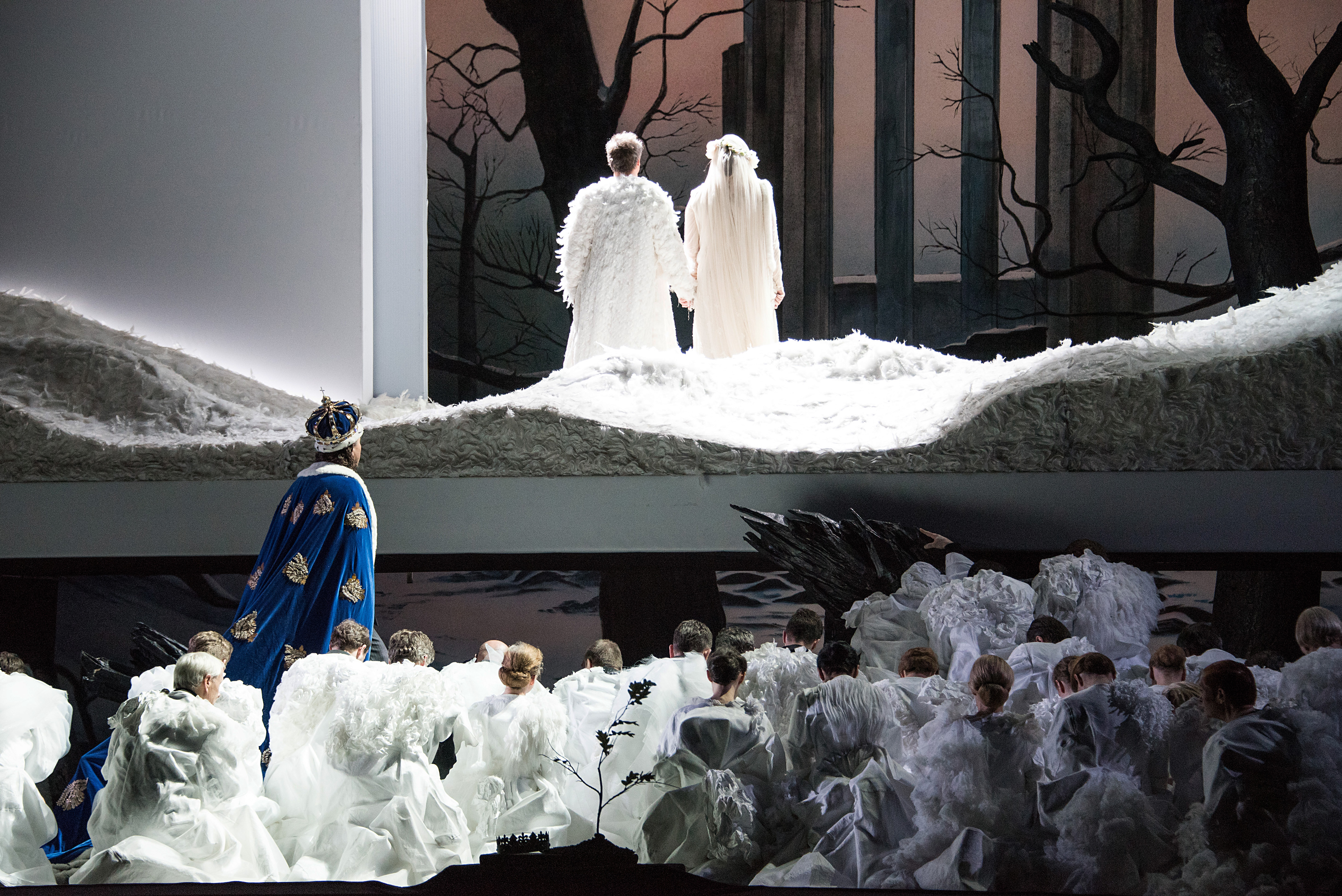
Lohengrin von Richard Wagner, Oper Oslo, 2015

Richard Wagner schließlich formte die Oper so grundlegend nach seinen Ideen um, dass die oben genannten deutschen Komponisten neben ihm schlagartig verblassten. Mit Rienzi (1842) erlebte der bis dahin eher glücklose Wagner seinen ersten Erfolg in Dresden; er wurde später von Der fliegende Holländer (1843) noch übertroffen. Wegen seiner Verwicklung in die Märzrevolution von 1848 in Dresden musste Wagner für viele Jahre ins Exil in die Schweiz. Sein späterer Schwiegervater Franz Liszt trug durch die Uraufführung des Lohengrin (1850) in Weimar dazu bei, dass Wagner trotzdem weiterhin in Deutschland präsent war. Mit der Unterstützung des jungen bayerischen Königs Ludwig II. konnte Wagner schließlich den lang gehegten Plan des Ring des Nibelungen verwirklichen, für den er eigens das Bayreuther Festspielhaus erbauen ließ, in dem bis heute nur seine Werke gespielt werden.

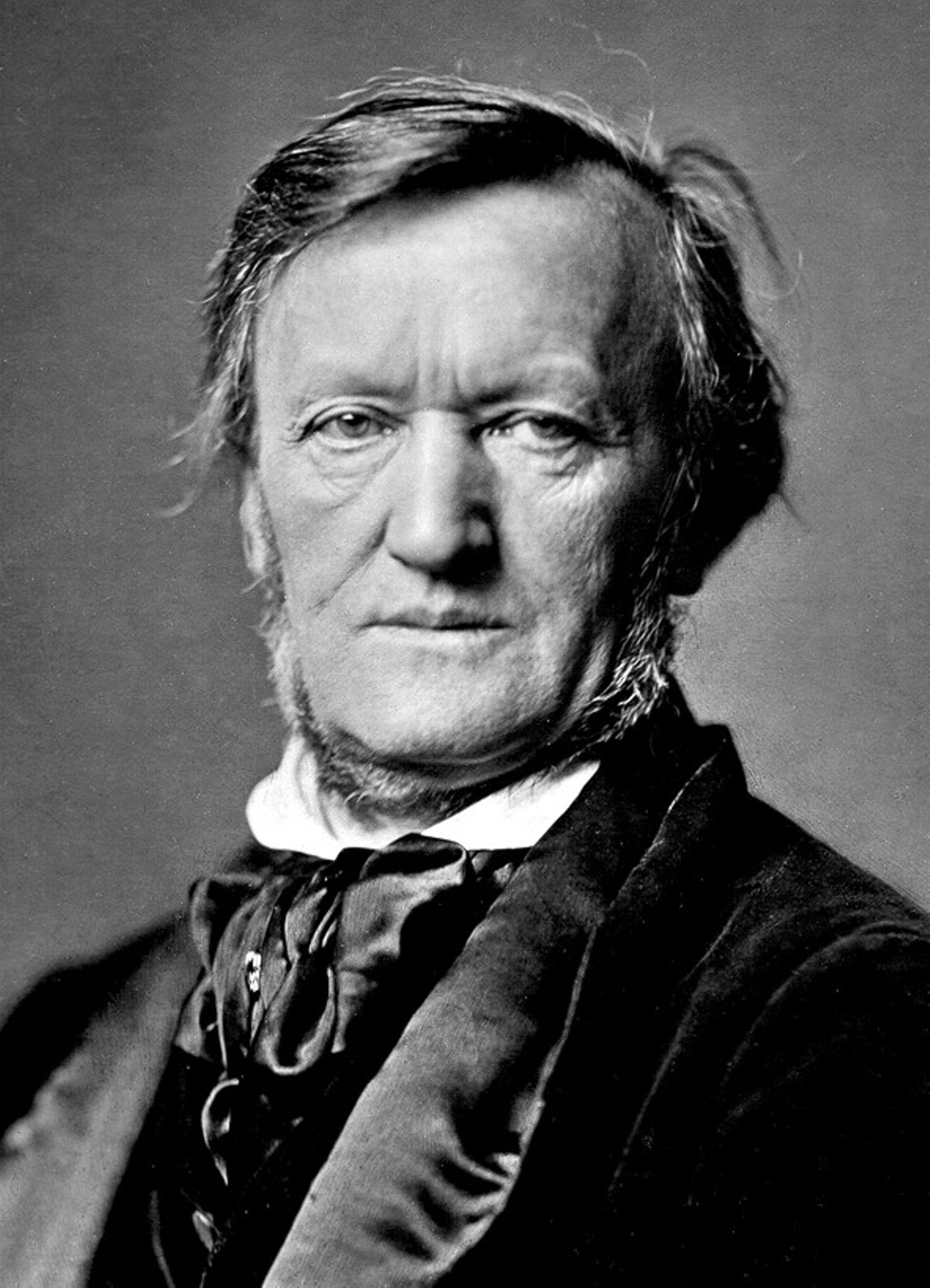
Richard Wagner

Die grundlegende Neuerung Wagners bestand in der vollständigen Auflösung der Nummernoper. Tendenzen zur durchkomponierten Oper zeigten sich schon in Webers Freischütz oder in Robert Schumanns selten gespielter Genoveva (1850). Konsequent vollendet wurde diese Entwicklung erst durch Wagner. Daneben behandelte er Singstimmen und Orchesterpart grundsätzlich gleichberechtigt. Das Orchester begleitet also nicht mehr den Sänger, sondern tritt als „mystischer Abgrund“ in vielfältige Beziehung zum Gesungenen. Die Länge von Wagners Opern verlangt Sängern und Zuhörern viel Konzentration und Ausdauer ab. Die Themen seiner – mit Ausnahme einiger Frühwerke sowie der Meistersinger – durchweg ernsten Opern, deren Libretti er sämtlich selbst verfasste, sind häufig Erlösung durch Liebe, Entsagung oder Tod.
In Tristan und Isolde (1865) verlegte Wagner das Drama weitgehend in den psychischen Innenraum der Hauptfiguren, den er dann mit seiner Musik ausleuchten konnte – die äußere Handlung der Oper ist dagegen ungewöhnlich ereignisarm. Der Gestaltung dieses „ozeanischen“ Innenraums diente auch die Harmonik, die mit dem „Tristan-Akkord“ die bis dahin gültigen harmonischen Regeln in den Hintergrund rückte und damit in die Musikgeschichte einging. Musikalisch zeichnen sich Wagners Opern sowohl durch seine geniale Behandlung des Orchestersatzes, die auch auf die symphonische Musik der Zeit bis hin zu Gustav Mahler starken Einfluss ausübte, aus, als auch durch den Einsatz wiederkehrender Motive, der sogenannten Leitmotive, die sich mit Figuren, Situationen, einzelnen Begriffen oder auch mit bestimmten Ideengehalten verbinden. Mit dem Ring des Nibelungen (komponiert 1853–1876), dem wohl bekanntesten Opernzyklus in vier Teilen (daher auch schlicht „die Tetralogie“ genannt) mit etwa 16 Stunden Aufführungszeit insgesamt, schuf Wagner eine monumentale musikdramatische Verwirklichung seiner in der Schrift Oper und Drama (1852) entwickelten Reform der überkommenen Oper. Das Bühnenweihfestspiel Parsifal war die letzte seiner Opern, die die Musikwelt in zwei Lager spalteten und sowohl Nachahmer (Engelbert Humperdinck, Richard Strauss vor seiner Salome) als auch Skeptiker – insbesondere in Frankreich – hervorriefen.

#### Frankreich
In Frankreich herrschte zunächst die in der zweiten Hälfte des 18. Jahrhunderts entwickelte Form der Opéra-comique vor. Daniel-François-Esprit Auber gelang mit seiner Oper La muette de Portici (1828) deren Titelheldin von einer stumm bleibenden Ballerina dargestellt wurde, der Anschluss an die Grand opéra („große Oper“). Der Dramatiker Eugène Scribe wurde zu deren maßgeblichem Librettisten. In der Grand opéra traten neben den Verwicklungen der operntypischen Liebesgeschichte vor allem historisch-politische Motive in den Vordergrund, wie es deutlich in Rossinis letzter Oper Guillaume Tell (1829) vorgeprägt ist. Der erfolgreichste Vertreter der Grand Opéra war Giacomo Meyerbeer, mit seinen Werken Robert le diable (1831), Les Huguenots (1836) und Le prophète (1849), die jahrzehntelang und noch bis ins beginnende 20. Jahrhundert hinein, im internationalen Repertoire gespielt wurden. Andere bedeutende Beispiele sind La Juive („Die Jüdin“, 1835) von Halévy, Donizettis Dom Sébastien (1843), oder Verdis Don Carlos (1867).
Etwa ab 1850 vermischten sich Opéra comique und Grand opéra zu einer neuen Opernform ohne Dialoge. Georges Bizet schrieb 1875 sein bekanntestes Bühnenwerk Carmen noch als Opéra comique, deren Rezitative erst postum von Ernest Guiraud hinzugefügt wurden. Wenn die „realistische“ Handlung und der Ton des Werks nicht zu einer Grand opéra passen, so steht wiederum das tragische Ende, das bei der Uraufführung zunächst für einen Misserfolg sorgte, im Widerspruch zur Opéra comique. Weitere Beispiele für die Vermischung von Opéra comique und Grand opéra sind Charles Gounods Faust (1859) – hier wird zum ersten Mal der Begriff Drame lyrique verwendet – und Jacques Offenbachs Les contes d’Hoffmann (Hoffmanns Erzählungen, 1871–1880).

#### Russland
Schließlich trat auch Russland mit seinen ersten Nationalopern auf den Plan, genährt durch den Import anderer Erfolge aus dem Westen. Michail Glinka komponierte 1836 die Oper Жизнь за царя (Schisn sa zarja, deutsch: Ein Leben für den Zaren, in der Sowjetunion zu Iwan Sussanin umbenannt). Das Werk hat ein russisches Sujet, ist aber musikalisch noch stark in westlichen Einflüssen verhaftet. Seine bekannteste Oper Ruslan und Ljudmila übte großen Einfluss auf die folgenden Generationen russischer Komponisten aus. Modest Mussorgski löste sich mit Boris Godunow (1874) nach einem Drama von Alexander Puschkin endgültig von westlichen Einflüssen. Auch Borodins Fürst Igor (1890) führte Glinkas Erbe weiter. Pjotr Tschaikowski stand zwischen den russischen Traditionen und denen der westlichen Welt und entwarf mit Eugen Onegin (1879) und Pique Dame (1890) Liebesdramen mit bürgerlichem Personal, die beide ebenfalls auf einer Vorlage von Puschkin beruhen.

#### Böhmen
In Böhmen waren Bedřich Smetana und Antonín Dvořák die meistgespielten Komponisten der Prager Nationaloper, die mit Smetanas Libuše (1881) im neuen Nationaltheater in Prag ihren Anfang nahm. Die verkaufte Braut (1866) desselben Komponisten wurde zum Exportschlager. Dvořaks Oper Rusalka (1901) verknüpfte volkstümliche Sagen und deutsche Märchenquellen zu einer lyrischen Märchenoper. Bohuslav Martinů und Leoš Janáček führten ihre Bestrebungen weiter. Letztgenannter Komponist ist in seiner Modernität in den letzten Jahrzehnten wiederentdeckt worden und hat vermehrt die Spielpläne erobert. Während Das schlaue Füchslein (1924) noch immer meist in der deutschen Übersetzung von Max Brod gegeben wird, werden andere Werke wie Jenůfa (1904), Káťa Kabanová (1921) oder Věc Makropulos (1926) immer häufiger in der tschechischsprachigen Originalversion aufgeführt; das ist insofern wichtig, da Janáčeks Tonsprache sich eng an die Phonetik und Prosodie seiner Muttersprache anlehnt.

#### Italien
Italien verfiel ab dem Jahr 1813, in dem seine Opern Tancredi und L’italiana in Algeri aufgeführt wurden, dem jungen und überaus produktiven Belcanto-Komponisten Gioachino Rossini. Il barbiere di Siviglia (1816), La gazza ladra (dt. Die diebische Elster) und La Cenerentola (beide 1817) nach dem Aschenputtel-Märchen von Charles Perrault sind bis heute im Standardrepertoire der Opernhäuser zu finden. Federnder Rhythmus und eine geistreich-brillante Orchestrierung sowie eine virtuose Behandlung der Singstimme ließen Rossini zu einem der beliebtesten und verehrtesten Komponisten Europas werden. Die bis dato noch üblichen improvisierten Verzierungen der Sänger schrieb Rossini dezidiert in seine Partien hinein und unterband damit ausufernde Improvisationen. Eine neue formale Idee verwirklichte er mit seiner scena ed aria, die den starren Wechsel von Rezitativ und Arie auflockerte und doch das Prinzip der Nummernoper aufrechterhielt. Daneben hat Rossini auch eine ganze Reihe von Opere serie geschrieben (z. B. seinen Otello, 1816, oder Semiramide, 1823). 1824 ging er nach Paris und schrieb wichtige Werke für die Opéra. Eine politische Grand opéra verfasste er über Wilhelm Tell (Guillaume Tell, 1829), die in Österreich verboten und an verschiedenen europäischen Orten in entschärfter Fassung mit anderen Haupthelden aufgeführt wurde.
Rossinis jüngere Zeitgenossen und Nachfolger kopierten zunächst seinen koloraturenreichen Stil, bis vor allem Vincenzo Bellini und Gaetano Donizetti es schafften, sich mit einem eigenen, etwas schlichteren, ausdrucksvollen und romantischeren Stil von dem übermächtigen Vorbild zu emanzipieren. Bellini war berühmt für die ausdrucksvolle und ausgefeilte Deklamation seiner Rezitative und die „unendlich“ langen und ausdrucksvollen Melodien seiner Opern, wie Il pirata (1827), I Capuleti e i Montecchi (1830), I puritani (1835), La sonnambula (1831), und vor allem Norma (1831). Die Titelpartie dieser Oper mit der berühmten Arie „Casta diva“ schrieb Bellini, genau wie die Amina in La sonnambula, der großen Sängerin Giuditta Pasta auf den Leib. Die Norma ist so anspruchsvoll, dass sie nur von ganz wenigen großen Sängerinnen gesungen und interpretiert werden kann, sie wurde durch die historische Interpretation von Maria Callas wieder der Vergessenheit entrissen.
Der wenige Jahre ältere Donizetti war ein ungemein fleißiger Komponist, der neben Bellini und vor allem nach dessen frühzeitigem Tode (1835) zum erfolgreichsten italienischen Opernkomponisten aufstieg. Seinen ersten großen Durchbruch hatte er mit Anna Bolena (1830), deren Titelpartie ebenfalls von der Pasta kreiert und von der Callas wiederentdeckt wurde. Dagegen ist Lucia di Lammermoor (1835) mit der berühmten koloraturreichen Wahnsinnsszene nie ganz aus dem Repertoire verschwunden und hält sich neben den heiteren Opern L’elisir d’amore (1832), Don Pasquale (1843), und La fille du régiment (1840) konsequent auf den Spielplänen der Opernhäuser.

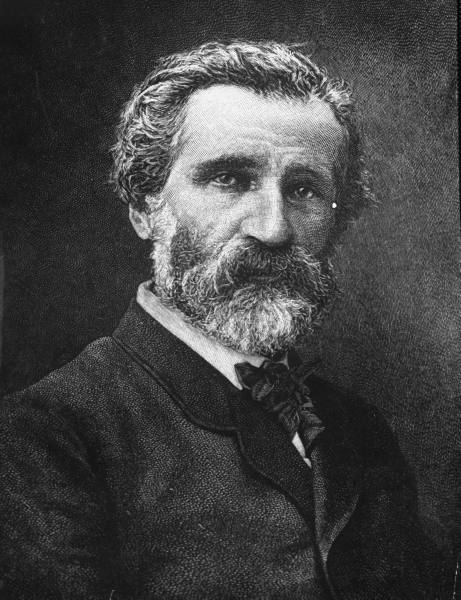
Giuseppe Verdi (1813–1901)

 Die weit gespannten Melodiebögen Bellinis machten starken Eindruck auf den jungen Giuseppe Verdi. Seit seiner dritten Oper Nabucco galt er als Nationalkomponist für das immer noch von den Habsburgern beherrschte Italien. Sein Chor „Va, pensiero, sull’ ali dorate“ (1842) entwickelte sich rasch zur heimlichen Nationalhymne des besetzten und zerteilten Landes. Musikalisch zeichnet Verdis Musik eine betonte Rhythmik aus, über der sich einfache, oft extrem ausdrucksstarke Melodien entwickeln. In seinen Opern, bei denen Verdi mit untrüglichem Theaterinstinkt auch oft selbst am Textbuch mitwirkte, nehmen Chorszenen zunächst eine wichtige Stellung ein. Verdi verließ zunehmend die traditionelle Nummernoper; ständige emotionale Spannung verlangte nach einer abwechslungsreichen Durchmischung der einzelnen Szenen und Arien. Mit Macbeth wandte sich Verdi endgültig von der Nummernoper ab und ging seinen Weg der intimen Charakterschilderung von Individuen weiter. Mit La traviata (1853, nach dem 1848 erschienenen Roman Die Kameliendame von Alexandre Dumas d. J., der um die authentische Figur der Kurtisane Marie Duplessis kreist) brachte er erstmals einen Gegenwartsstoff auf die Opernbühne, wurde von der Zensur jedoch gezwungen, die Handlung aus der Jetztzeit zu verlegen. Verdi vertonte häufig literarische Vorlagen, etwa von Friedrich Schiller (z. B. Luisa Miller nach Kabale und Liebe oder I masnadieri nach Die Räuber), Shakespeare oder Victor Hugo (Rigoletto). Mit seinen für Paris geschriebenen Beiträgen zur Grand Opéra (z. B. Don Carlos, 1867) erneuerte er auch diese Form und nahm mit dem späten Otello Elemente von Richard Wagners Musikdrama auf, bis er mit der überraschenden Komödie Falstaff (1893; Dichtung in beiden Fällen von Arrigo Boito) im Alter von 80 Jahren seine letzte von fast 30 Opern komponierte. Als seine populärsten Opern gelten La traviata (1853) und Aida (1871).

### Jahrhundertwende
Nach dem Abtreten Verdis eroberten die jungen Veristen (ital. vero = wahr) in Italien die Szene. Ungeschönter Naturalismus war eines ihrer höchsten ästhetischen Ideale – dementsprechend wurde von säuberlich verfassten Versen Abstand genommen. Pietro Mascagni (Cavalleria rusticana, 1890) und Ruggero Leoncavallo (Pagliacci, 1892) waren die typischsten Komponisten aus dieser Zeit. Giacomo Puccini wuchs hingegen an Ruhm weit über sie hinaus und ist bis heute einer der meistgespielten Opernkomponisten überhaupt. La Bohème (1896), ein Sittengemälde aus dem Paris der Jahrhundertwende, der „Politkrimi“ Tosca (1900, nach dem gleichnamigen Drama von Victorien Sardou) und die fernöstliche Madama Butterfly (1904), mit der unvollendeten Turandot (Uraufführung posthum 1926) noch um ein weiteres an Exotismus gesteigert, sind vor allem wegen ihrer Melodien zu Schlagern geworden. Puccini war ein eminenter Theatraliker und wusste genau für die Stimme zu schreiben; die Instrumentierung seiner meist für großes Orchester gesetzten Partituren ist sehr differenziert und meisterhaft. Zurzeit wird der damals sehr populäre italienisch-deutsche Komponist Alberto Franchetti, trotz dreier Welterfolge (Asrael, Christoforo Colombo und Germania) zwischendurch fast vergessen, zaghaft wiederentdeckt.
Einem anderen musikdramatischen Ideal verpflichtet als die Veristen war der gleichzeitig tätige Alfredo Catalani, dessen beim Publikum sehr beliebten Werke auch mit fantastischen Elementen durchsetzt sind. Seine letzte und heute bekannteste Oper, La Wally nach dem Roman Die Geier-Wally von Wilhelmine von Hillern, wurde am 20. Januar 1892 im Teatro alla Scala in Mailand uraufgeführt.

### Frühes 20. Jahrhundert

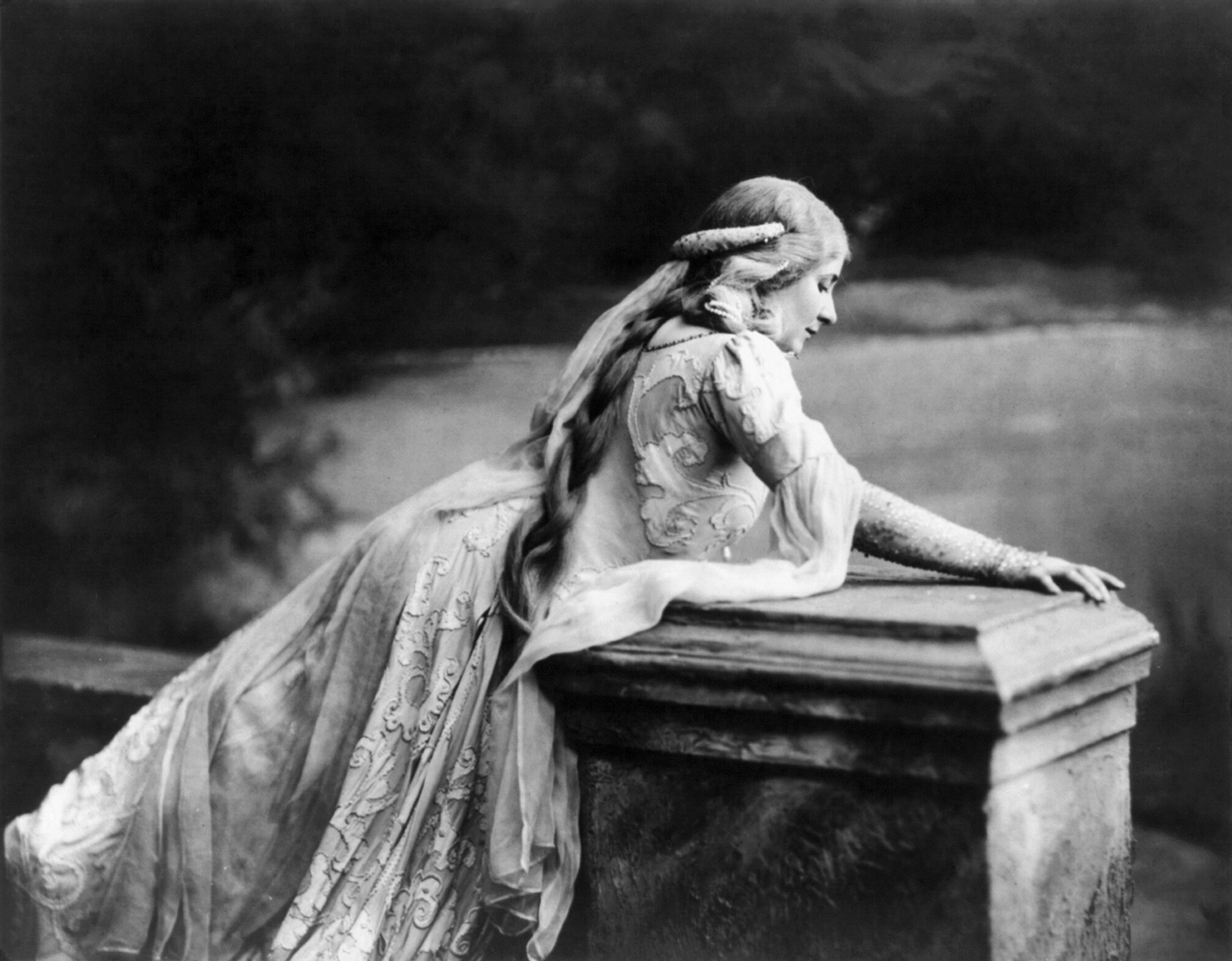
Mary Garden als Melisande

#### Frankreich
Claude Debussy gelang es schließlich, sich vom Einfluss des Deutschen zu befreien, und schuf mit Pelléas et Mélisande 1902 eines der nuanciertesten Beispiele für die von Wagner übernommene Leitmotivtechnik. Maurice Maeterlincks Textvorlage bot viel an mehrdeutigen Symbolismen an, die Debussy in die Orchestersprache übernahm. Die Gesangspartien wurden fast durchweg rezitativisch gestaltet und boten der „unendlichen Melodie“ Wagners mit dem „unendlichen Rezitativ“ ein Gegenbeispiel. Eine der raren Ausnahmen, die dem Hörer eine gesangliche Linie darbieten, ist das schlichte Lied der Mélisande, das wegen seiner Kürze und Schmucklosigkeit kaum als echte Arie angesehen werden kann.

#### Wiener Schule
Nach Richard Strauss, der mit Salome und Elektra zunächst zum spätromantischen Expressionisten wurde, sich dann allerdings mit Der Rosenkavalier wieder früheren Kompositionsstilen zuwendete und mit einer Reihe von Werken bis heute viel gespielt wird (z. B. Ariadne auf Naxos, Arabella, Die Frau ohne Schatten und Die schweigsame Frau), schafften es nur noch wenige Komponisten, einen festen Platz im Repertoire der Opernhäuser zu finden. Stattdessen wurden (und werden) eher die Werke der Vergangenheit gepflegt. Die Aufnahme eines zeitgenössischen Werkes in das Standardrepertoire bleibt die Ausnahme.
Alban Berg gelang dies dennoch mit seinen Opern Wozzeck, der freitonal angelegt wurde, und Lulu, die sich ganz der Zwölftonmusik bedient. Die zuerst Fragment gebliebene Lulu wurde von Friedrich Cerha für die Pariser Aufführung unter Pierre Boulez und Patrice Chéreau in ihrer dreiaktigen Gestalt vollendet. Von beiden Opern hat insbesondere Wozzeck, bei dem Gehalt des Stücks und musikalische Vision zu einer Einheit finden, inzwischen weltweit in unzähligen Inszenierungen an großen wie kleineren Bühnen Eingang in das vertraute Opernrepertoire gefunden und eine unbestrittene Stellung erobert. Durchaus ähnlich verhält es sich mit Lulu, die jedoch wegen ihres im Werk angelegten Aufwands oft nur von größeren Bühnen bewältigt werden kann. Sie inspiriert allerdings regelmäßig wichtige Interpretinnen wie Anja Silja, Evelyn Lear, Teresa Stratas oder Julia Migenes.

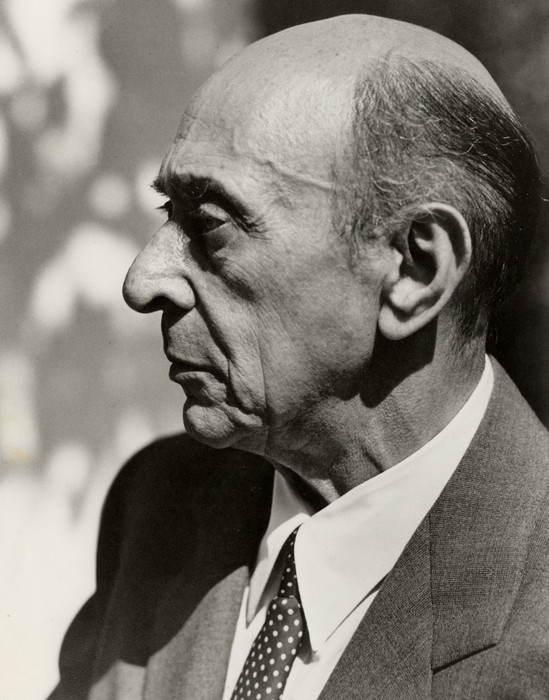
Arnold Schönberg, 1948

Von Arnold Schönberg werden regelmäßig das Monodram Erwartung – die erste Oper für eine einzige Sängerin – sowie das vom Komponisten bewusst unvollendet hinterlassene, höchste Ansprüche an den Chor stellende Werk Moses und Aron aufgeführt. Erwartung, bereits 1909 entstanden, doch erst 1924 in Prag mit Marie Gutheil-Schoder unter der Leitung von Alexander von Zemlinsky uraufgeführt, bewies in den dem Zweiten Weltkrieg folgenden Jahren eine spezifische Faszination gleichermaßen für Sängerinnen (besonders Anja Silja und Jessye Norman) wie für Regisseure (z. B. Klaus Michael Grüber mit Silja 1974 in Frankfurt; Robert Wilson mit Norman 1995 bei den Salzburger Festspielen). 1930 begann Schönberg die Arbeit an Moses und Aron, die er 1937 abbrach; nach der szenischen Uraufführung in Zürich 1957 hat diese Oper international zumal seit den 1970er Jahren in zahlreichen Aufführungen ihre besondere Bühnentauglichkeit bewiesen. Interessant ist ferner, dass Moses sich über die gesamte Oper hinweg eines Sprechgesangs bedient, dessen Tonhöhe vorgezeichnet ist, Aron dagegen singt.

#### Weitere Entwicklungen im Deutschen Sprachraum
Ansonsten hinterließ die Wiener Schule keine weiteren Spuren im Standardrepertoire. Musikalisch musste sich allerdings jeder moderne Komponist mit der Zwölftonmusik auseinandersetzen und entscheiden, ob er auf ihrer Grundlage weiter arbeitete oder eher in tonalen Bahnen dachte.
Hans Pfitzner gehörte zu den bedeutendsten Komponisten der ersten Jahrhunderthälfte, die bewusst an den tonalen Traditionen festhielten. Sein Opernschaffen zeigt gleichermaßen Einflüsse Richard Wagners und frühromantischer Komponisten, wie Weber und Marschner. Pfitzners Musik wird zum großen Teil von linear-polyfonem Denken bestimmt, die Harmonik bewegt sich zwischen schlichter Diatonik und bis an die Grenzen der Tonalität gehender Chromatik. Von Pfitzners Opern ist die 1917 uraufgeführte Musikalische Legende Palestrina am bekanntesten geworden. Er schrieb außerdem: Der arme Heinrich, Die Rose vom Liebesgarten, Das Christ-Elflein und Das Herz.

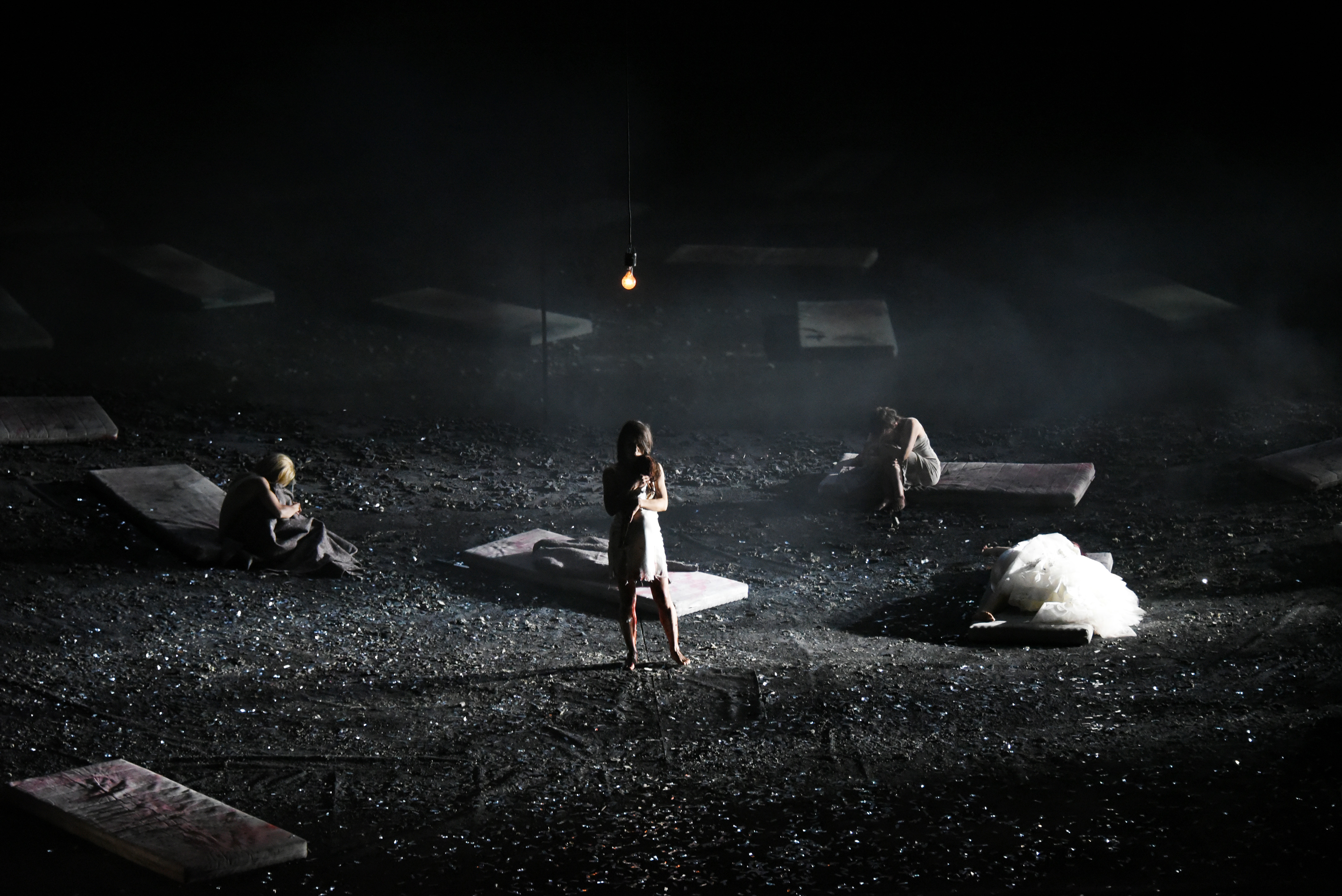
Die Gezeichneten von Franz Schreker,
Inszenierung: David Bösch, Opéra de Lyon 2015

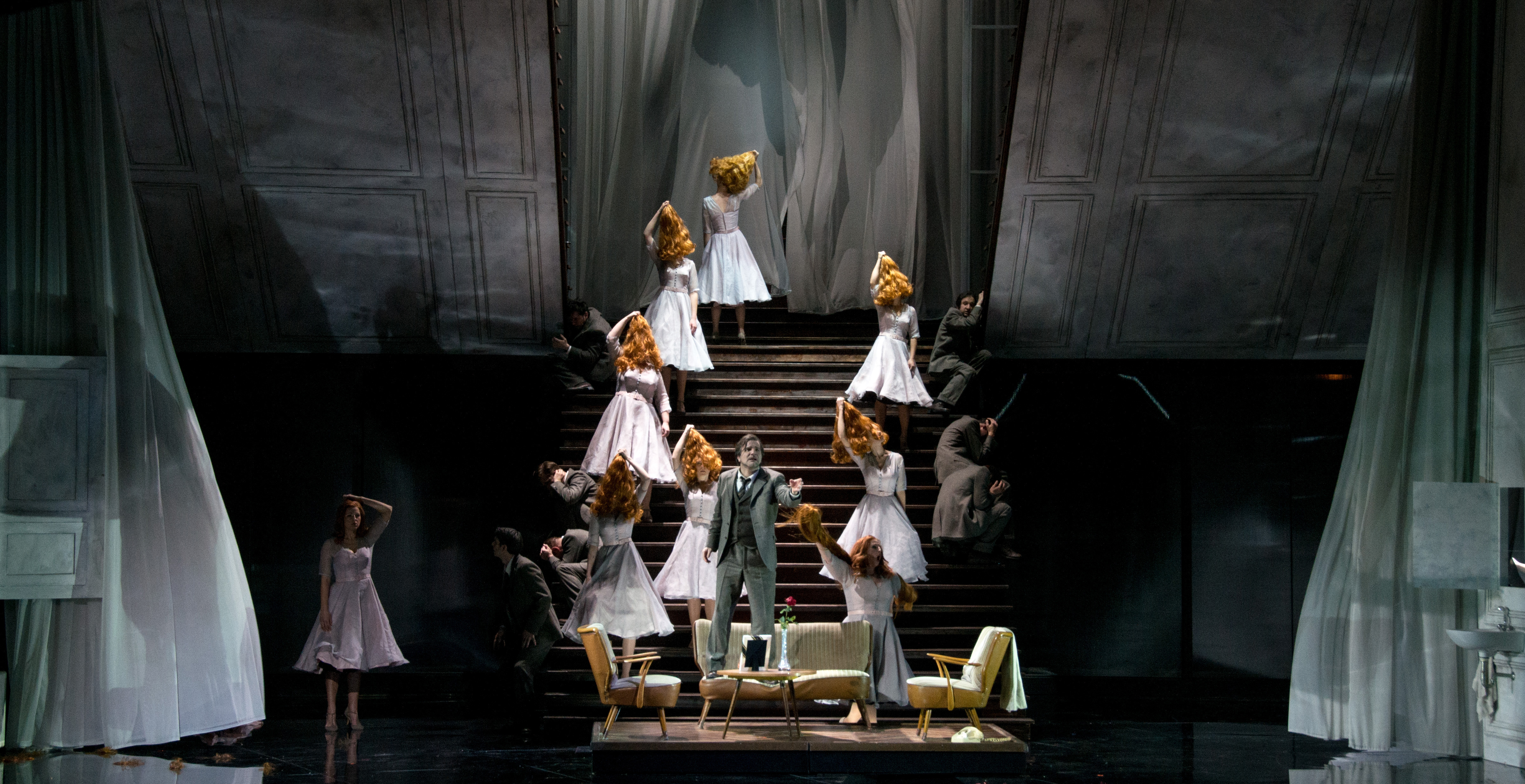
Die tote Stadt von Erich Wolfgang Korngold,
Inszenierung: Johannes Erath, Oper Graz 2015

Franz Schreker schuf 1912 mit Der ferne Klang einen der großen Opernerfolge vor dem Zweiten Weltkrieg, geriet jedoch später in Vergessenheit, als der Nationalsozialismus seine Werke aus den Spielplänen verdrängte. Nach vielen früheren Versuchen begann erst in den 1980er Jahren die wirklich tief greifende Wiederentdeckung dieses Komponisten, die neben Neuinszenierungen von Der ferne Klang (Teatro La Fenice 1984, Wiener Staatsoper 1991) auch Aufführungen von Die Gezeichneten, Der Schatzgräber oder Irrelohe zeitigte. Eine wesentliche Rolle in Schrekers Musik spielen stark ausdifferenzierte Klangfarben. Die chromatische Harmonik Wagners erfährt bei Schreker eine nochmalige Intensivierung, die nicht selten die tonalen Bindungen bis zur Unkenntlichkeit verwischt.
Ähnlich wie Schreker erging es dem Wiener Alexander von Zemlinsky und dem Brünner Erich Wolfgang Korngold, deren Werke es nach 1945 ebenfalls schwer hatte. Seit den 1980er Jahren gelang es beiden Komponisten, wieder einen Platz im internationalen Repertoire zu erlangen, Zemlinsky mit Kleider machen Leute, besonders aber Eine florentinische Tragödie, Der Zwerg und Der König Kandaules, Korngold mit Die tote Stadt.
Auch das Schaffen von Walter Braunfels wurde von den Nationalsozialisten verboten und erfährt erst seit Ende des 20. Jahrhunderts wieder verstärkte Aufmerksamkeit. Mit seiner Oper Die Vögel war Braunfels in den 1920er Jahren einer der meistgespielten Komponisten auf deutschen Opernbühnen. An seinen Werken fällt ihre stilistische Vielseitigkeit auf: Bietet Prinzessin Brambilla einen auf die Commedia dell’arte zurückgreifenden Gegenentwurf zum Musikdrama der Wagnernachfolge, zeigen Die Vögel den Einfluss Pfitzners. Mit den späteren Opern Verkündigung, Der Traum ein Leben und Jeanne d’Arc – Szenen aus dem Leben der Heiligen Johanna nähert Braunfels sich der Tonsprache des späteren Hindemith an.
Zu den in den 1920ern erfolgreichsten Komponisten der jungen Generation zählte Ernst Krenek, ein Schüler Schrekers, der zunächst mit in freier Atonalität gehaltenen, expressionistischen Werken für Aufsehen sorgte. Ein Skandalerfolg wurde 1927 seine Oper Jonny spielt auf, die Elemente des Jazz aufgreift. Sie ist ein typisches Beispiel für die damals entstandene Gattung der „Zeitoper“, die ihre Handlungen dem stark vom Wechsel unterschiedlicher Moden bestimmten Alltag der damaligen Zeit entnahm. Kreneks Musik wurde von den Nationalsozialisten später als „entartet“ abgelehnt und verboten. Der Komponist emigrierte in die USA und brachte es bis 1973 auf über 20 Opern, in denen sich die wechselvolle Entwicklung der Musik des 20. Jahrhunderts exemplarisch widerspiegelt.

### Zweiter Weltkrieg
Der Zweite Weltkrieg bezeichnete einen großen Einschnitt in der Geschichte Europas und Amerikas, der sich auch auf die musikalische Welt auswirkte. In Deutschland wurden kaum noch Opern mit modernen Klängen gespielt und gerieten immer mehr ins Abseits. Ein bezeichnendes Beispiel hierfür bildet Paul Hindemith, der in den 1920ern mit Werken wie der Oper Cardillac als musikalischer „Bürgerschreck“ galt, nach 1930 aber schließlich zu einem gemäßigt modernen Stil neoklassizistischer Prägung gefunden hatte, dem u. a. Mathis der Maler (aus Teilen dieser Oper stellte der Komponist eine viel gespielte Sinfonie zusammen) zuzurechnen ist. Trotz des Stilwandels bekam Hindemith die Ablehnung deutlich zu spüren, da Adolf Hitler persönlichen Anstoß an seiner 1929 vollendeten Oper Neues vom Tage genommen hatte. Schließlich wurden auch Hindemiths Werke mit dem Etikett „entartet“ versehen und ihre Aufführung verboten. Hindemith ging, wie andere Künstler und Komponisten vor und nach ihm, 1938 ins Exil.

### Zeit nach 1945

#### Allgemeine Entwicklung
Die Zeit nach 1945 ist durch eine deutliche Internationalisierung und Individualisierung des Opernbetriebes gekennzeichnet, welche die bis dahin übliche Unterteilung in nationale Traditionen kaum mehr sinnvoll erscheinen lässt.
Die Oper wurde immer stärker von individuellen Einflüssen der Komponisten abhängig als von allgemeinen Strömungen. Die ständige Präsenz der „Klassiker“ des Opernrepertoires ließ die Ansprüche an moderne Opern steigen, und jeder Komponist musste seinen eigenen Weg finden, um mit der Vergangenheit umzugehen, sie fortzuführen, zu verfremden oder mit ihr zu brechen.
Im Folgenden entstanden immer wieder Opern, die die Grenzen der Gattung sprengten und zu überwinden trachteten. Auf musikalischer wie textlicher Ebene verließen die Komponisten zunehmend bekanntes Terrain und bezogen die Bühne und die szenische Aktion in den – oft genug abstrakten – musikalischen Ablauf mit ein. Kennzeichen für die Erweiterung der visuellen Mittel im 20. Jahrhundert sind die zunächst handlungsbegleitenden, später selbstständigeren Videoprojektionen.

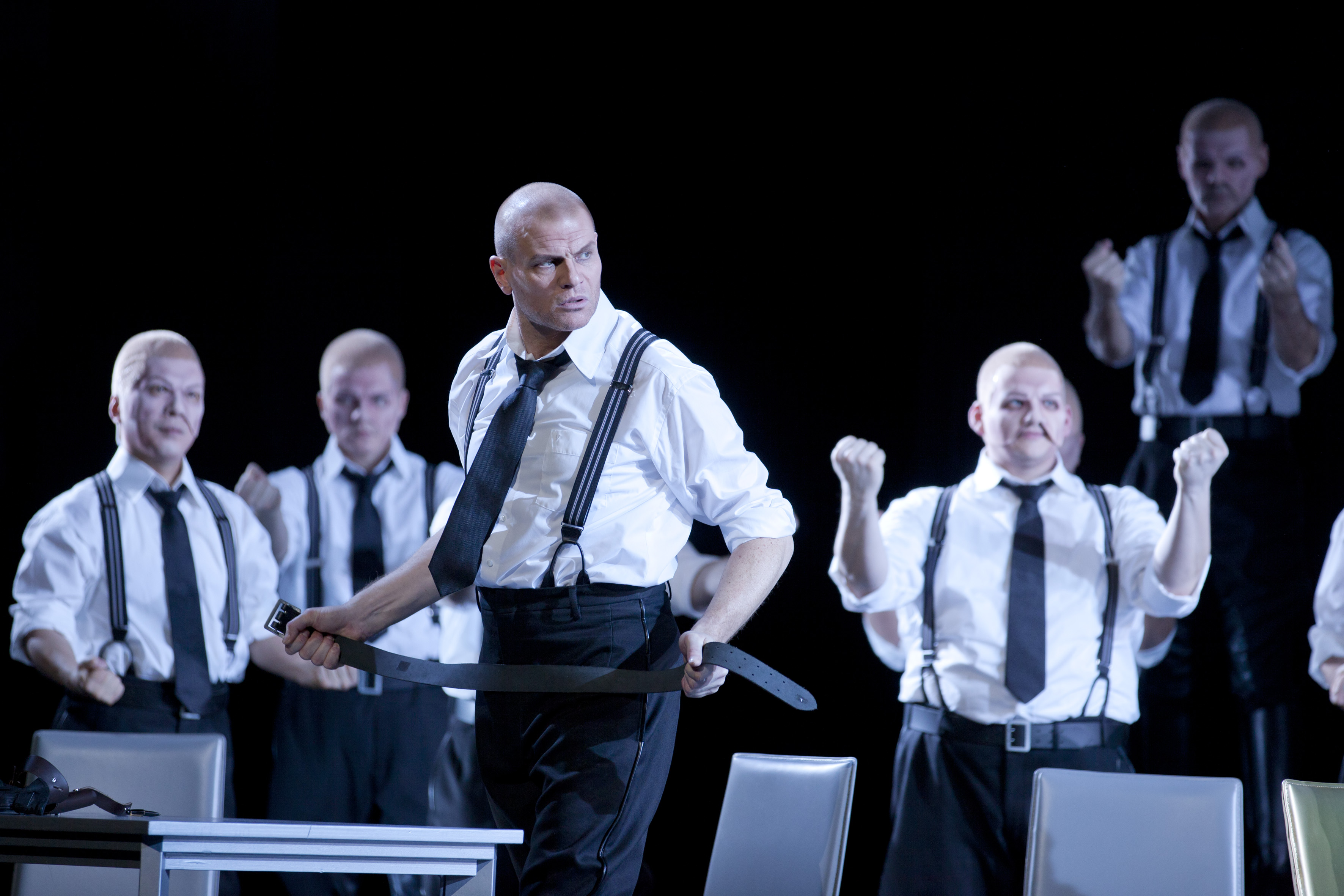
Bo Skovhus als Lear in der gleichnamigen Oper von Aribert Reimann an der Hamburgischen Staatsoper 2012

In der zunehmenden Individualisierung der Musiksprache lassen sich in der Oper der zweiten Hälfte des 20. Jahrhunderts dennoch Strömungen erkennen: zum einen die Literaturopern, deren Dramaturgie sich zu großen Teilen an der Tradition ausrichtet. Dazu werden aber mehr und mehr aktuelle Stoffe und Libretti verwendet. Dennoch sind zwei wegweisende Werke dieser Zeit ausgerechnet Opern, die Klassiker der Literatur als Grundlage verwenden, nämlich Bernd Alois Zimmermanns Oper Die Soldaten nach Jakob Michael Reinhold Lenz und Aribert Reimanns Lear nach William Shakespeare. Weitere Beispiele für die Literaturoper wären Reimanns Das Schloss (nach Kafka) und Bernarda Albas Haus (nach Lorca). Zunehmend werden auch politische Stoffe vertont, beginnend mit Luigi Nono und Hans Werner Henze; ein jüngeres Beispiel ist Gerhard Rosenfelds Oper Kniefall in Warschau über Willy Brandt, deren Uraufführung 1997 in Dortmund allerdings bei Publikum wie Presse gleichermaßen wenig Wirkung zeigte und keine Folgeproduktionen zeitigte.
Können schon Luigi Nonos Werke aufgrund ihrer experimentellen Musiksprache nicht mehr als Literaturoper kategorisiert werden, so wird auch die Dramaturgie der Opernvorlage auf ihre experimentellen Möglichkeiten hin ausgelotet. Der Begriff Oper erfährt daher eine Wandlung in der zweiten Hälfte des 20. Jahrhunderts, viele Komponisten ersetzen ihn durch Musiktheater oder musikalische Szenen und verwenden den Begriff Oper nur für explizit mit der Tradition verbundene Werke. In den Werken experimenteller Komponisten ist nicht nur ein kreativer Umgang mit Text und Dramaturgie zu entdecken, auch die Bühne, die Orchesterbesetzung und nicht zuletzt die Musik selbst überwindet konservative Muster, das Genre ist hier nicht mehr klar eingrenzbar. Zudem werden neue Medien wie Video, Elektronik eingesetzt, aber auch das Schauspiel, Tanz und Performance halten Einzug in die Oper.
Eine ganz eigene Stimme im zeitgenössischen Musiktheater verkörpert ein anderer italienischer Komponist: Salvatore Sciarrino. Er schafft mit seinem Interesse an Klangfarben oder auch der Stille in der Musik, z. T. im Rückgriff auf Kompositionstechniken der Renaissance (z. B. in seiner Oper Luci mie traditrici von 1998 über das Leben des Madrigal-Komponisten Carlo Gesualdo) unverwechselbare Werke.
Benjamin Britten ließ das moderne England auf den internationalen Opernbühnen Einzug halten. Von seinen überwiegend tonalen Opern sind A Midsummer Night’s Dream, basierend auf dem Schauspiel William Shakespeares, Albert Herring, Billy Budd und Peter Grimes am bekanntesten. Immer wieder zeigte sich Brittens Vorliebe und Talent zur Klangmalerei insbesondere in der Darstellung des Meeres.
Die Dialogues des Carmélites (Gespräche der Karmelitinnen, Uraufführung 1957) von Francis Poulenc gelten als eines der bedeutendsten Werke des modernen Musiktheaters. Grundlage bildet der historische Stoff der Märtyrinnen von Compiègne, die 1794 unter den Augen des Revolutionstribunals singend zum Schafott schritten, nachdem sie sich geweigert hatten, ihre Ordensgelübde zu brechen. Auf Poulenc geht auch die zweite bekannt gewordene Oper für eine einzige Sängerin zurück: In La voix humaine zerbricht die schlicht als „Frau“ bezeichnete Person an der Untreue ihres Geliebten, der ihr per Telefon den Laufpass gibt. Luciano Berio verwendete in Passaggio zu der weiblichen Hauptfigur „Sie“ auch einen kommentierenden Chor.
Der Komponist Philip Glass, der Minimal Music verhaftet, verwendete für Einstein on the Beach keine zusammenhängenden Sätze mehr, sondern Zahlen, Solfège-Silben, Nonsens-Worte. Entscheidend war die Darstellung der Geschehnisse auf der Bühne. 1976 entstand Einstein on the Beach, der erste Teil einer Trilogie, in der auch Satyagraha und Akhnaten vertreten sind – Hommagen an Persönlichkeiten, die die Weltgeschichte veränderten: Albert Einstein, Mahatma Gandhi und den ägyptischen Pharao Echnaton. Glass’ Arbeiten haben besonders in Verbindung mit den als kongenial empfundenen Inszenierungen von Robert Wilson oder Achim Freyer große Publikumswirksamkeit bewiesen.
Mauricio Kagels Bühnenwerke sind ebenso oft Werke über Musik oder Theater an sich, die am ehesten als „Szenisch-musikalische Aktion“ zu klassifizieren ist – die Musik ist kaum festgelegt, da Kagel sich der freien Improvisation seiner Interpreten überlässt, die auf Nicht-Instrumenten (Reißverschlüssen, Babyflaschen etc.) spielen oder sie ungewöhnlich benutzen, bedeutungslose Silben singen oder Handlung und/oder Musik per Zufall oder durch improvisierte Lesart entstehen lassen. Mit Witz übte Kagel dabei hintersinnige Kritik an Staat und Theater, Militär, Kunstbetrieb usw. Skandale erregte sein berühmtestes Werk Staatstheater, in dem die verborgenen Mechanismen desselben an die Oberfläche gekehrt werden.
Luigi Nono verwendete seine Musik dagegen, um politische und soziale Missstände anzuklagen. Besonders deutlich wird dies in Intolleranza 1960, wo ein Mann auf einer Reise zu seiner Heimat Demonstrationen, Proteste, Folterungen, Konzentrationslager, Gefängnishaft und Missbrauch bis hin zu einer Überschwemmung erlebt und schließlich feststellt, dass seine Heimat dort ist, wo er gebraucht wird.
Ein sehr produktiver Komponist war der 2003 mit dem Premium Imperiale der Japan Art Foundation (sog. Nobelpreis der Kunst) ausgezeichnete Hans Werner Henze. Er stand von Anfang an im Konflikt mit den teilweise dogmatisch ausgerichteten herrschenden Strömungen der zeitgenössischen Musik in Deutschland (Stichwort Darmstadt bzw. Donaueschingen, s. o.), griff serielle Techniken auf, wandte jedoch auch ganz andere Kompositionstechniken bis hin zur Aleatorik an. Am Beginn seines Opernschaffens stand seine Zusammenarbeit mit der Dichterin Ingeborg Bachmann (Der junge Lord, 1952, und die Kleist-Adaption Der Prinz von Homburg, 1961). Die Elegie für junge Liebende (1961) entstand mit W. H. Auden und Chester Kallman, den Librettisten von Strawinskys Oper The Rake’s Progress. Später vertonte er Libretti von Edward Bond (The Bassarides, 1966, und The English Cat, 1980). Sein Werk L’Upupa und der Triumph der Sohnesliebe wurde 2003 bei den Salzburger Festspielen uraufgeführt. Henze, der seit vielen Jahrzehnten in Italien lebte, hat viele jüngere Komponisten nachhaltig gefördert und beeinflusst. Seit 1988 gibt es in München die von ihm gegründete Biennale für Neues Musiktheater.

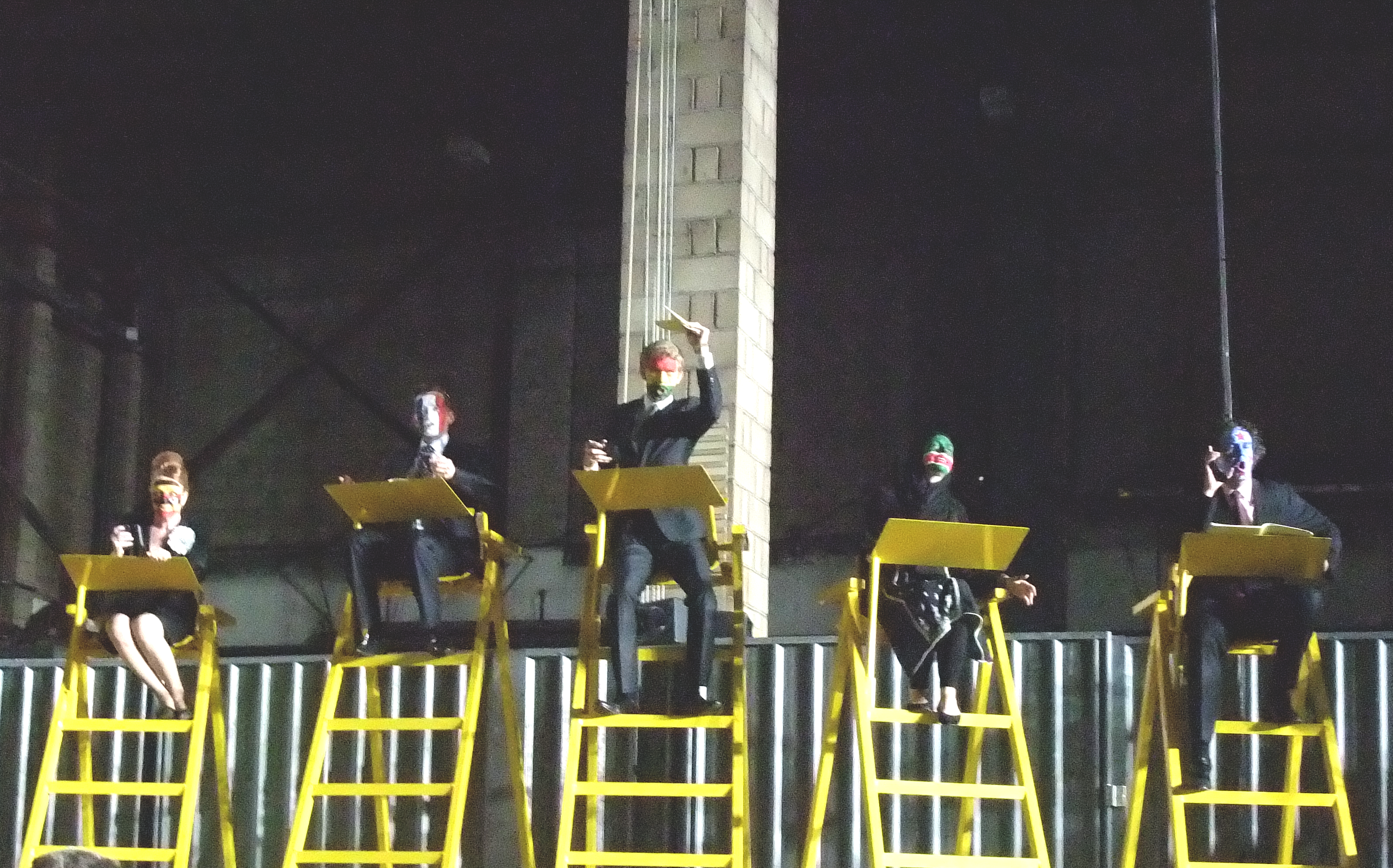
Das Weltparlament der ersten Szene von MITTWOCH, aus Stockhausens Opernzyklus LICHT. Birmingham Opera 2012

Karlheinz Stockhausen vollendete 2005 seine 1978 begonnene Heptalogie LICHT. Mit seinem Hauptwerk hinterließ er ein religiöse Themen behandelndes, monumentales Opus, bestehend aus sieben Opern, die jeweils für einen Wochentag stehen. Die ersten Opern erlebten in Mailand ihre Uraufführung (Donnerstag, Samstag, Montag), in Leipzig wurden Dienstag und Freitag zum ersten Mal gespielt. In seiner Gesamtheit wurde das insgesamt 29 Stunden Musik umfassende komplexe Werk nicht zuletzt wegen der immensen organisatorischen Schwierigkeiten noch nicht aufgeführt.
Aufmerksamkeit erregte in Deutschland 1996 die Oper Das Mädchen mit den Schwefelhölzern von Helmut Lachenmann. Sie basiert auf der bekannten Weihnachtsgeschichte von Hans Christian Andersen. Auf eigenwillige Weise und mit teilweise neuartigen Instrumentaltechniken setzt Lachenmann hier das Gefühl der Kälte in Klang um.
Nach der Statistik von Operabase sind die fünf meistaufgeführten lebenden Opernkomponisten in den fünf Spielzeiten von 2013/14 bis 2017/18 die Amerikaner Philip Glass, Jake Heggie, der Engländer Jonathan Dove, der Niederländer Leonard Evers, und der Engländer Thomas Adès. Als meistaufgeführte deutsche Komponisten nennt Operabase Peter Lund an 8., Marius Felix Lange an 11., Wolfgang Rihm an 14., Ludger Vollmer an 17., und Aribert Reimann an 23. Stelle.
Seit Humperdincks Märchenoper Hänsel und Gretel haben Opernkomponisten immer wieder Kinderopern geschrieben, wie z. B. Henze (Pollicino, 1980), Oliver Knussen (Wo die wilden Kerle wohnen, 1980 und 1984) und Wilfried Hiller (Tranquilla Trampeltreu, Norbert Nackendick, Der Rattenfänger, Eduard auf dem Seil, Wolkenstein und Der Goggolori).

#### Weitere bedeutende Opernkomponisten des 20. und 21. Jahrhunderts
- Maurice Ravel (1875–1937)
- Ottorino Respighi (1879–1936)
- Karol Szymanowski (1882–1937)
- Igor Strawinsky (1882–1971)
- Othmar Schoeck (1886–1957)
- Sergei Prokofjew (1891–1953)
- Carl Orff (1895–1982)
- Jaromír Weinberger (1896–1967)
- Erich Wolfgang Korngold (1897–1957)
- Viktor Ullmann (1898–1944)
- Kurt Weill (1900–1950)
- Ernst Krenek (1900–1991)
- Werner Egk (1901–1983)
- Boris Blacher (1903–1975)
- Luigi Dallapiccola (1904–1975)
- Dmitri Schostakowitsch (1906–1975)
- Wolfgang Fortner (1907–1987)
- Günter Bialas (1907–1995)
- Rolf Liebermann (1910–1999)
- Nino Rota (1911–1979)
- Gian Carlo Menotti (1911–2007)
- Leonard Bernstein (1918–1990)
- Mieczysław Weinberg (1919–1996)
- Bruno Maderna (1920–1973)
- Astor Piazzolla (1921–1992)
- Luciano Berio (1925–2003)
- Giselher Klebe (1925–2009)
- Friedrich Cerha (1926–2023)
- Carlisle Floyd (1926–2021)
- Krzysztof Penderecki (1933–2020)
- Alfred Schnittke (1934–1998)
- Harrison Birtwistle (1934–2022)
- Peter Maxwell Davies (1934–2016)
- Siegfried Matthus (1934–2021)
- Hans Zender (1936–2019)
- Franz Hummel (1939–2022)
- Udo Zimmermann (1943–2021)
- Péter Eötvös (1944–2024)
- John Adams (* 1947)
- Salvatore Sciarrino (* 1947)
- Peter Ruzicka (* 1948)
- Kalevi Aho (* 1949)
- Manfred Trojahn (* 1949)
- Tom Waits (* 1949)
- Fabio Vacchi (* 1949)
- Wolfgang Rihm (1952–2024)
- Hans-Jürgen von Bose (* 1953)
- Adriana Hölszky (* 1953)
- Pascal Dusapin (* 1955)
- Herbert Lauermann (* 1955)
- Detlev Müller-Siemens (* 1957)
- Detlev Glanert (* 1960)
- Unsuk Chin (* 1961)
- Wolfram Wagner (* 1962)
- Moritz Eggert (* 1965)
- Olga Neuwirth (* 1968)
- Matthias Pintscher (* 1971)
- Gordon Kampe (* 1976)
- Iain Bell (* 1980)

## Form
Opern sind von einer Formenvielfalt geprägt, die durch konventionelle Kompositionsstile ebenso wie durch individuelle Lösungen der Komponisten bestimmt wird. Deshalb gibt es keine allgemeingültige Formel für ihre Struktur. Grob gesehen, kann man jedoch eine Entwicklung von der Nummernoper über viele verschiedene Mischformen bis hin zur durchkomponierten Oper gegen 1900 feststellen.

### Nummernoper
Von der Barockzeit bis in die Romantik hinein ist die Oper eine Aneinanderreihung in sich geschlossener Musikstücke („Nummern“), die durch Rezitative oder (im Singspiel) gesprochene Dialoge miteinander verbunden werden und eine durchgängige Handlung darstellen. Wie auch das Schauspiel kann eine Oper in Akte, in Bilder, Szenen bzw. Auftritte gegliedert sein. Die musikalischen Bestandteile der Oper sind vielfältig:

#### Instrumentalmusik
- Ein eigenständiges Musikstück ist die Ouvertüre, ital. oft Sinfonia, die eine Oper oder einen Akt eröffnet. Seit dem 19. Jahrhundert wird zunehmend thematisches Material aus der Oper zitiert, oder die Ouvertüre schildert wesentliche Züge der Handlung, was auch „Programmouvertüre“ genannt wird (z. B. Der Freischütz, 1821, von Carl Maria von Weber). Klassische und romantische Ouvertüren werden auch separat von der Oper als Konzertstücke eingesetzt. Deshalb liegen für eine Ouvertüre manchmal zwei Schlüsse vor: einer, der in die Oper überleitet, und ein sogenannter Konzertschluss.
- Die Introduktion oder das Vorspiel ist meist kürzer als eine Ouvertüre und geht oft direkt in die erste Szene über (z. B. Der Rosenkavalier, 1911, von Richard Strauss).
- Ein Entracte oder Zwischenspiel des Orchesters verbindet Akte, Bilder oder Szenen. Solche Passagen werden häufig für Verwandlungen auf der Bühne genutzt. In manchen Fällen werden Zwischenspiele getrennt vom Bühnenstück, aus dem sie stammen, als Konzertstücke aufgeführt (L’Arlésienne, 1872, oder auch die Zwischenspiele aus Carmen, 1875, von Georges Bizet, Four Sea Interludes aus Benjamin Brittens Peter Grimes, 1945).
- Vor allem die französische Oper enthält traditionell eine längere Ballettmusik, die für Aufführungen im 20. Jahrhundert aber zunehmend weggelassen wurde. Bekannt wurden etwa das Nonnenballett aus Giacomo Meyerbeers Robert le diable (1831), das höfische Ballett aus Giuseppe Verdis Don Carlos (1867) oder das Bacchanal zu Beginn der Pariser Fassung von Wagners Tannhäuser und der Sängerkrieg auf Wartburg (1861).
- Viele Opern enthalten zudem einzelne Gesellschaftstänze, Märsche, Pantomimen, Auftrittsmusiken etc. Frühe französische Opern werden durch eine Reihe kleiner Tanzstücke (Divertissements) beschlossen.

#### Geschlossene lyrische Formen
- Die Arie ist der Oberbegriff für alle Sologesänge in der Oper. Andere Bezeichnungen für Solostücke sind Lied, Cavatine, Couplet, Ariette, Romanze, Ballade. Virtuose italienische Arien hatten einen verzierten Schlusssatz, der Cabaletta genannt wird. Arien sind oft die publikumswirksamsten und bekanntesten Teile einer Oper und werden einzeln, manchmal mit vorausgehendem Rezitativ, außerhalb des Opernrahmens in Konzerten gegeben. Die Arie beschreibt häufig einen Gefühlszustand, Erinnerungen oder Gedanken der singenden Figur und lässt so die dramatische Handlung stillstehen.
- Ensembles sind Gesänge für mehrere Solostimmen: Duett, Terzett, Quartett etc. Größere Ensembles bilden seit dem späteren 18. Jahrhundert oft das Finale eines Aktes und führen die Handlung weiter wie in Don Giovanni (1787) von W. A. Mozart.
- Der Chor bietet Abwechslung zu den Solostücken und lässt im 19. Jahrhundert häufig das Volk zu Wort kommen. In manchen Opern lässt er die solistischen Stücke in den Hintergrund treten, wie bei Antonio Salieri in Les Danaïdes (1784), Gioachino Rossinis Moïse et Pharaon (1827) oder Modest Mussorgskis Boris Godunow (1874).
- Eine Sonderstellung nimmt das französische Vaudeville des 17./18. Jahrhunderts ein, ein abwechselnd gesungenes bekanntes Strophenlied, oft mit gemeinsamem Refrain, zum Beispiel im Finale von Mozarts Die Entführung aus dem Serail (1782).

#### Handlungsbetonte Passagen und Nummern
- Das Rezitativ ist eine Textvertonung, die sich dem Sprachrhythmus und der Sprachmelodie angleicht. Es dient hauptsächlich dazu, Handlung zu transportieren, vor allem in Dialogszenen. In der Musik des Barock und der Klassik unterscheidet man zwischen Recitativo secco (ital. secco, trocken) und Recitativo accompagnato (ital. accompagnato, begleitet). Beim Secco-Rezitativ sind nur Gesangs- und Bassstimme notiert, später auch die dazugehörigen Akkorde als Generalbass oder in ausgeschriebener Form. Der Sänger wird von einem oder wenigen Instrumenten begleitet, meistens ein Bass- und ein Harmonieinstrument (Zupf- oder Tasteninstrument). Im 18. Jahrhundert fiel diese Aufgabe zunehmend nur noch dem Cembalo, später auch dem Hammerklavier zu. Beim Accompagnato-Rezitativ ist die Begleitung für das Orchester auskomponiert, es steht oft im Zusammenhang mit einer Arie, deren Situation es vorbereitet.
- Die Szene, ital. Scena, entstand im 19. Jahrhundert aus dem handlungsbetonten Rezitativ und wird vom Orchester begleitet. Meist schließt sich daran eine Arie an.
- Das Melodram besteht entweder aus musikbegleitetem Sprechen, wie etwa in Antonio Salieris Rauchfangkehrer (1781), der Kerkerszene aus Ludwig van Beethovens Fidelio (1805/1814) und der Wolfsschluchtszene aus Carl Maria von Webers Der Freischütz (1821), oder auch nur aus musikbegleiteter Pantomime wie in Daniel-François-Esprit Aubers La muette de Portici (1828) oder Giacomo Puccinis Suor Angelica (1918). Das Melodram bildet eine eigenständige Form, die ganze Werke umfasste wie Franz Schuberts Die Zauberharfe (1820), ist aber heute von den Theatern verschwunden. Auf die Wirkung des Melodrams greift die heutige Filmmusik zurück.

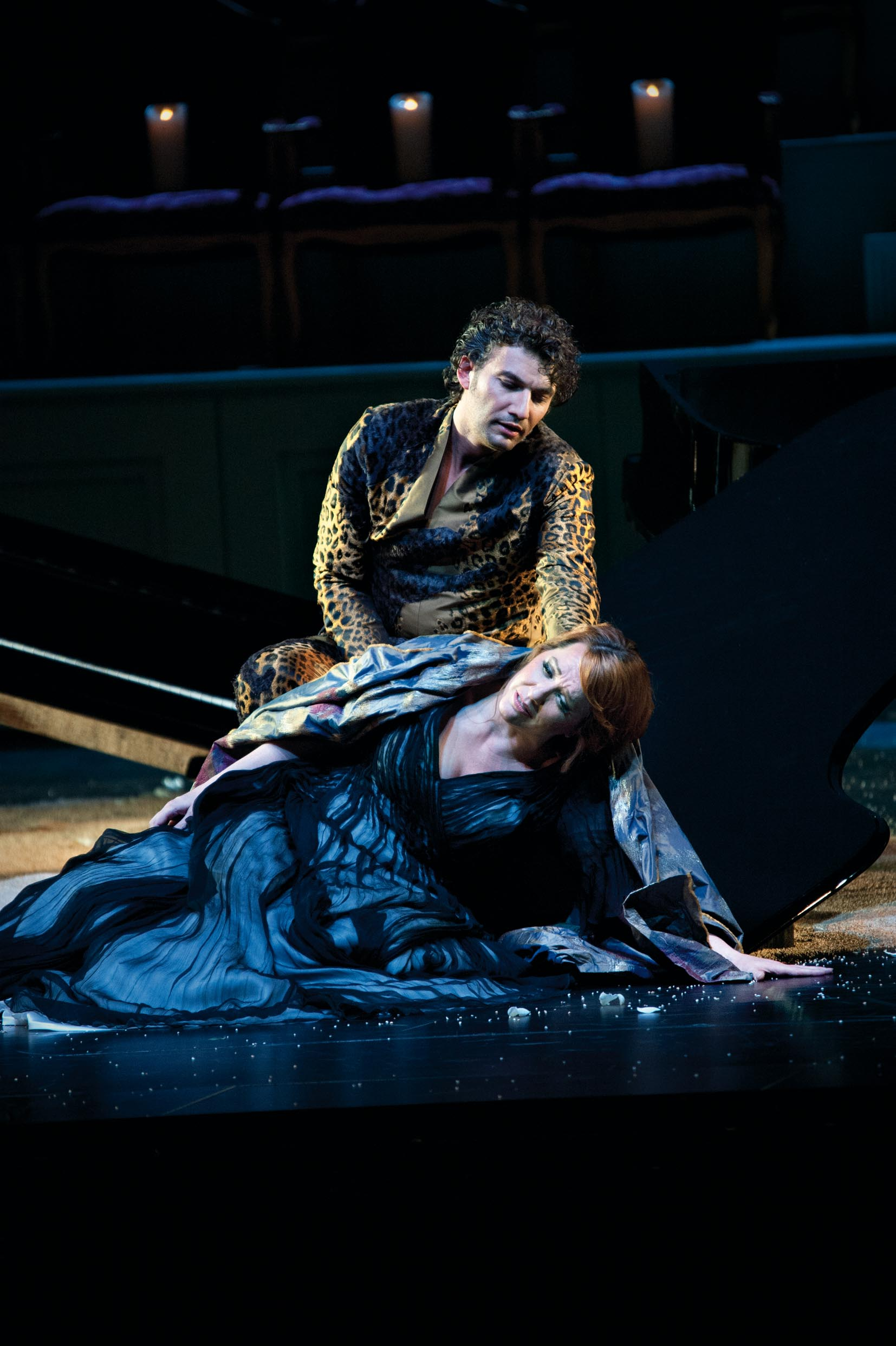
Ariadne auf Naxos mit Magee und Kaufmann, Salzburger Festspiele 2012

### Durchkomponierte Großform
Die Trennung der Nummern und die Abgrenzung zwischen Rezitativ und Arie wurden im 19. Jahrhundert in Frage gestellt. Ab 1825 verschwand allmählich das Secco-Rezitativ, an seine Stelle trat in der italienischen Literatur das Prinzip von scena ed aria, das bei Giuseppe Verdi die Akte zu einem größeren musikalischen Ganzen formt. Richard Wagner propagierte ab der Mitte des Jahrhunderts den Verzicht auf die Nummernstruktur zugunsten eines durchkomponierten, auf der Grundlage von Leitmotiven geformten Ganzen. Für Wagners Opern hat sich der Begriff Musikdrama durchgesetzt, das Stichwort „Unendliche Melodie“ steht für ein kontinuierliches Fortschreiten der musikalischen und emotionalen Entwicklung, das sich nach seiner Auffassung gegen musikalische Tanzformen durchsetzen sollte. Seine Oper Tristan und Isolde (1865) bezeichnete Wagner als „Handlung in Musik“, was an die ursprünglichen Opernbegriffe „favola in musica“ oder „dramma per musica“ erinnern sollte.
Die durchkomponierte Form wurde im späten 19. Jahrhundert allgemein bevorzugt, auch bei Jules Massenet oder Giacomo Puccini, und blieb das vorherrschende Modell der frühen Moderne bis zum Neoklassizismus, der mit brüchigen Strukturen und mit Rückbezügen auf Formen der frühen Operngeschichte experimentierte. Auch in sich abgeschlossene Teile aus durchkomponierten Opern werden in Konzerten aufgeführt, wie etwa viele Arien aus Puccini-Opern. Als Meister der durchkomponierten Großform gilt Richard Strauss, der dies insbesondere in den Einaktern Salome, Elektra und Ariadne auf Naxos unter Beweis stellte.
Im 20. Jahrhundert griffen viele Komponisten wieder auf das Nummernprinzip zurück, zum Beispiel Zoltán Kodály, Igor Strawinski oder Kurt Weill. Die Nummernoper besteht außerdem in Operette und Musical weiter.

### Opera seria und Opera buffa
In der Geschichte der Oper gab es zumeist einen „hohen“ und einen „niederen“ Stil, frei nach der antiken Unterscheidung zwischen Tragödie und Komödie. Nicht immer bedeutet dies jedoch eine Grenze zwischen ernst und lustig. Der „hohe“ Stil kann sich über den „niederen“ auch einfach durch antike Stoffe erheben oder durch adlige Figuren oder durch eine „literarisch“ ernst zu nehmende Vorlage oder durch „schwierige“ (bzw. bloß durchkomponierte) Musik. All diese Anhaltspunkte für das Wertvollere wurden im Lauf der Geschichte angegriffen. Dabei gab es Gattungen, die den Gegensatz abzuschwächen versuchten wie die Opera semiseria.
Solange die Oper noch im Stadium des Experiments war, wie bis zu Beginn des 17. Jahrhunderts, war eine Trennung noch nicht nötig. Sie ergab sich erst, als Opernaufführungen zur Gewohnheit wurden, und zwar aus sozialen Gründen: Die ernste Oper enthielt aristokratisches Personal und „hohe“ politische Symbolik, die komische hatte bürgerliche Figuren und „unwesentliche“ alltägliche Handlungen zum Thema. Allmählich trennten sich Opera seria und Tragédie lyrique von ihren komischen Intermezzi, aus denen Opera buffa und Opéra-comique hervorgingen. Diese Trennung wurde erst am Ende des 18. Jahrhunderts aufgebrochen: Weil die Bürger in der für sie bestimmten „niederen“ Operngattung nicht mehr komisch (also lächerlich) dargestellt werden wollten, wurde das Komische oft ins Sentimentale abgebogen und aufgewertet. Daher sind „komische Opern“ oft nicht lustig. Nach der Französischen Revolution löst sich die Ständeklausel auf, und auch bürgerliche Opern durften „ernst“ sein. Somit ergaben sich im 19. Jahrhundert andere Abgrenzungen zwischen Tragödie und Komödie als im 18. Jahrhundert.
Ein Sammelbegriff sowohl für tragische als auch für komische Werke ist das italienische Dramma per musica, wie die Oper in ihrer Anfangszeit betitelt wurde. Ein Beispiel für eine frühe ernste Oper ist Il ritorno d’Ulisse in patria von Claudio Monteverdi. Der seriöse Anspruch resultiert aus dem Rückgriff auf antike Theaterstoffe – insbesondere Tragödien – und epische Heldendichtungen. Sie wurden seit dem späteren 18. Jahrhundert von jüngeren historischen Sujets verdrängt. Im Italien des 19. Jahrhunderts wurde der Begriff Dramma in der Zusammensetzung Melodramma verwendet und nicht mehr auf das antike Drama bezogen. Sowohl Bellinis tragische Oper Norma als auch die komödiantische Oper L’elisir d’amore von Gaetano Donizetti wurden so genannt.

### „Hoher“ Stil
Als fester Begriff etablierte sich die Opera seria erst im 18. Jahrhundert. Mischformen oder tragikomische Inhalte waren mit dieser Titelbezeichnung ausgeschlossen. Händels Oper Radamisto ist ein typisches Werk. Als Antipode zu Italien verlieh Frankreich seiner eigenen Form der Opera seria den Titel Tragédie lyrique, wesentlich geprägt durch Jean-Baptiste Lully und das Ballett am Hofe Louis’ XIV., später durch Jean-Philippe Rameau. Nach der Französischen Revolution etablierte sich allmählich die Grand opéra als bürgerliche ernste Oper. Dazu zählen Les Huguenots von Giacomo Meyerbeer, auch weniger erfolgreiche Werke wie Les Troyens von Hector Berlioz.
Das durchkomponierte Musikdrama des reiferen Richard Wagner (Der Ring des Nibelungen) hatte großen internationalen Einfluss. Französische Komponisten jener Zeit wie Massenet setzten dagegen eher auf einen durchsichtigen und gesanglichen Opernstil, für den die Bezeichnung Drame lyrique verwendet wurde. Noch Debussy verwendete diesen Begriff für seine Oper Pelléas et Mélisande.
Schon immer konnten Opernstoffe von Romanen, Novellen oder Bühnenwerken herstammen. Die italienische Oper des 18. Jahrhunderts verstand sich als in Musik gekleidete Literatur. Seitdem die Musik die absolute Vorherrschaft erlangt hat, also seit dem späten 19. Jahrhundert, nennt man ausgesprochen literarische Opern Literaturoper. Death in Venice von Benjamin Britten nach der Vorlage von Thomas Mann ist eine recht getreue Umsetzung des literarischen Stoffes in Musik.

### „Niederer“ Stil

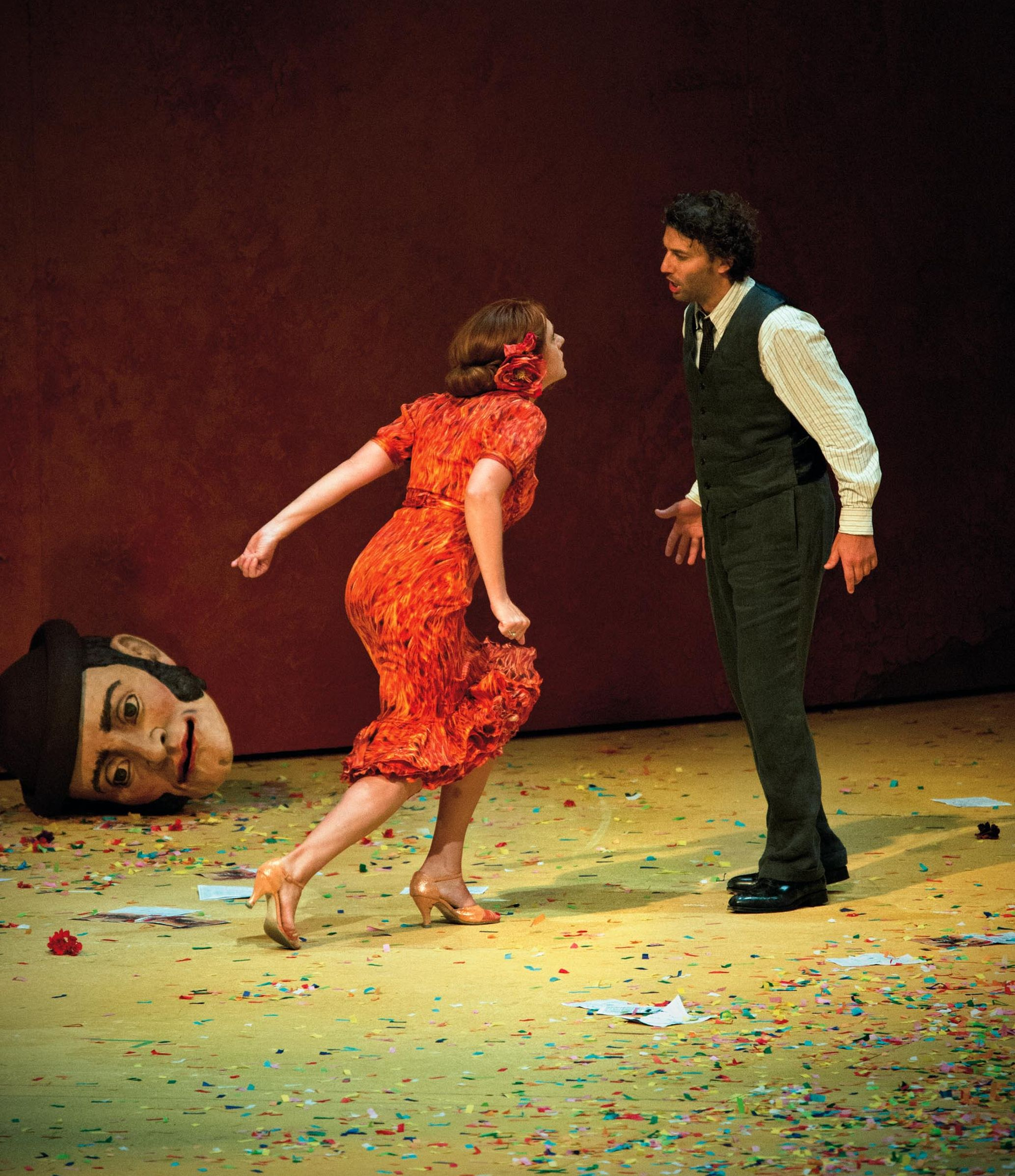
Carmen mit Magdalena Kožená und Jonas Kaufmann, Salzburger Festspiele 2012

Die Opera buffa ist die Urform der heiteren Oper. Pergolesis La serva padrona galt um die Mitte des 18. Jahrhunderts als das maßgebliche Beispiel. Ein spätes Beispiel ist Il barbiere di Siviglia von Gioachino Rossini. Die ausnehmend heiteren Opern waren oft geringer angesehen als die sentimentalen. Ihre Stoffe stammen aus dem Volkstheater und von der Posse, stark beeinflusst durch die italienische Commedia dell’arte.
Aus der frühen Opera buffa geht die französische Opéra-comique (Werkgattung) hervor, die vor der Revolution zur Oper eines zunehmend selbstbewussten Bürgertums wird. Zunächst verstand man hierunter eher ein Liederspiel (Vaudeville). Doch der musikalische Anteil wurde immer größer und begann zu überwiegen. Aus der Opéra-comique ist das deutschsprachige Singspiel entstanden. Das Singspiel trägt oft volkstümlich-bürgerlichen Charakter, ist geprägt von einfachen Lied- bzw. Rondo-Formen und verwendet statt Rezitativen gesprochene Dialoge, gelegentlich auch Melodramen zwischen den musikalischen Nummern.
Der Hof sprach Französisch. Das Problem der deutschen Oper war im 18. und zum Teil noch im 19. Jahrhundert, dass sie als volkssprachliche Oper zur „niederen“ Gattung gehörte und sich behaupten und emanzipieren musste. Die Entführung aus dem Serail von Wolfgang Amadeus Mozart ist eines der bekanntesten Singspiele mit dieser Zielsetzung. Mozart bedient sich für die Arien auch komplexerer musikalischer Formen. Das im Auftrag von Kaiser Joseph II. zur Etablierung eines Nationalsingspiels geschaffene, 1782 am Wiener Burgtheater uraufgeführte Werk war für die Entwicklung der deutschen Oper von entscheidender Bedeutung.
Paris war im 19. Jahrhundert führend für die Operngeschichte, und auch die Italiener wie Rossini und Verdi kamen hierher. Die Opéra-comique, die im Haus der Opéra-Comique aufgeführt wurde, blieb auch gegenüber der neu entstandenen, durchkomponierten Grand opéra, die in der Opéra zur Aufführung kam, zweitrangig – weniger von ihrer musikalischen als von ihrer sozialen Bedeutung her. Aus den erwähnten Gründen musste sie nicht unbedingt einen heiteren Inhalt haben. Ein auch im deutschen Sprachgebiet bekanntes Beispiel einer komisch-rührseligen Opéra-comique ist Der Postillon von Lonjumeau von Adolphe Adam. Eine Gruppe von formal noch als Opéra-comique zu bezeichnenden Werken nach 1860 verstärkte den sentimentalen Grundcharakter (etwa Mignon von Ambroise Thomas). Ein sentimentaler Einschlag findet sich auch in einigen komischen Opern von Rossini (La Cenerentola).
Eine Erneuerung der Opéra-comique gelang mit Carmen von Georges Bizet, deren Dramatik in die Richtung der Verismo-Oper weist. Bei ihr war – abgesehen von den proletarischen Figuren – das Reißerische ein Merkmal des „niederen“ Stils.

### Große Oper – Kammeroper
Auch die „Größe“ kann ein Zeichen für hohen oder niederen Stil sein. Zuweilen findet sich der Begriff „Große Oper“ als Untertitel eines Werkes. Damit wird zum Beispiel gesagt, dass das Orchester und der Chor in großer Besetzung spielen und singen sollten, oder dass die Oper ein abendfüllendes Werk mit integriertem Ballett ist. Dies sind Opern, die nur in einem größeren Theater zur Aufführung kommen und sich vom Repertoire der fahrenden Truppen unterscheiden konnten. Als Beispiel für eine „Große Oper“ ist Manon von Jules Massenet zu nennen.
Der Begriff Kammeroper bezieht sich dagegen auf ein mit geringem Personal realisierbares Werk. Die Anzahl der Sänger ist in der Regel nicht mehr als fünf, das Orchester wird auf ein Kammerorchester begrenzt. Dies konnte aus der Not materielle Armut hervorgehen und damit auf das „niedere“ Genre verweisen oder im Gegenteil die größere Exklusivität und Konzentration eines „höheren“ Genres bedeuten. Auch die Bühne ist oftmals kleiner, was zu einer intimeren Atmosphäre beitragen kann, die für die Wirkung des Werkes von Vorteil ist. Beispiele dafür wären Albert Herring von Benjamin Britten oder „Les Larmes de couteau“ von Bohuslav Martinů.

### Gattung oder bloß Untertitel?
Manche Opernkomponisten wehrten sich auch gegen die Einordnung in Gattungstraditionen oder bezeichneten ihre Werke in bewusster Relation zu diesen mit bestimmten Untertiteln. Wagners Tristan und Isolde trägt zum Beispiel die Bezeichnung „Handlung in Musik“, Luciano Berio verwendete für sein Werk Passaggio etwa den Begriff „messa in scena“ (‚Inszenierung‘). George Gershwin beschrieb sein Werk Porgy and Bess als „An American Folk Opera“. Um sich von klischeehaften Vorstellungen abzugrenzen, bevorzugen moderne Komponisten oft alternative Bezeichnungen wie etwa „azione scenica“ (Al gran sole carico d’amore von Luigi Nono) oder „azione musicale“ (‚musikalische Handlung‘, Un re in ascolto von Luciano Berio). Auch Peter Tschaikowskis bekannte Oper Eugen Onegin wurde vom Komponisten „Lyrische Szenen“ genannt.

### Weitere Sonderformen
Richard Geppert schrieb 2016 die deutsche Rockoper Freiheit mit den musikalischen Ausdrucksmitteln und Instrumenten der Rockmusik.
Vereinzelt gibt es Beispiele für Opern – darunter John Coriglianos 1991 uraufgeführtes Werk The Ghosts of Versailles –, die bezogen auf die Form selbstreferenziell sind, indem sie selbst wiederum Schauspiel oder Oper enthalten.

## Aufführungspraxis der Oper

### Repertoire
Aufgrund der nicht immer leichten Abgrenzbarkeit der Gattung Oper von anderen musikalischen Gattungen und Genres und der Praxis des Pasticcios ist eine Aussage zum Gesamtumfang des Opern-Repertoires mit zahlreichen Schwierigkeiten behaftet. Aktuelle Auflistungen gehen von ca. 5800 bis 6000 bekannten Werken aus. Rechnet man die nicht unerhebliche Anzahl verschollener und verlorener Werke, insbesondere des 18. und frühen 19. Jahrhunderts mit ein, dürfte eine Gesamtzahl von ca. 60.000 Opern realistisch sein.

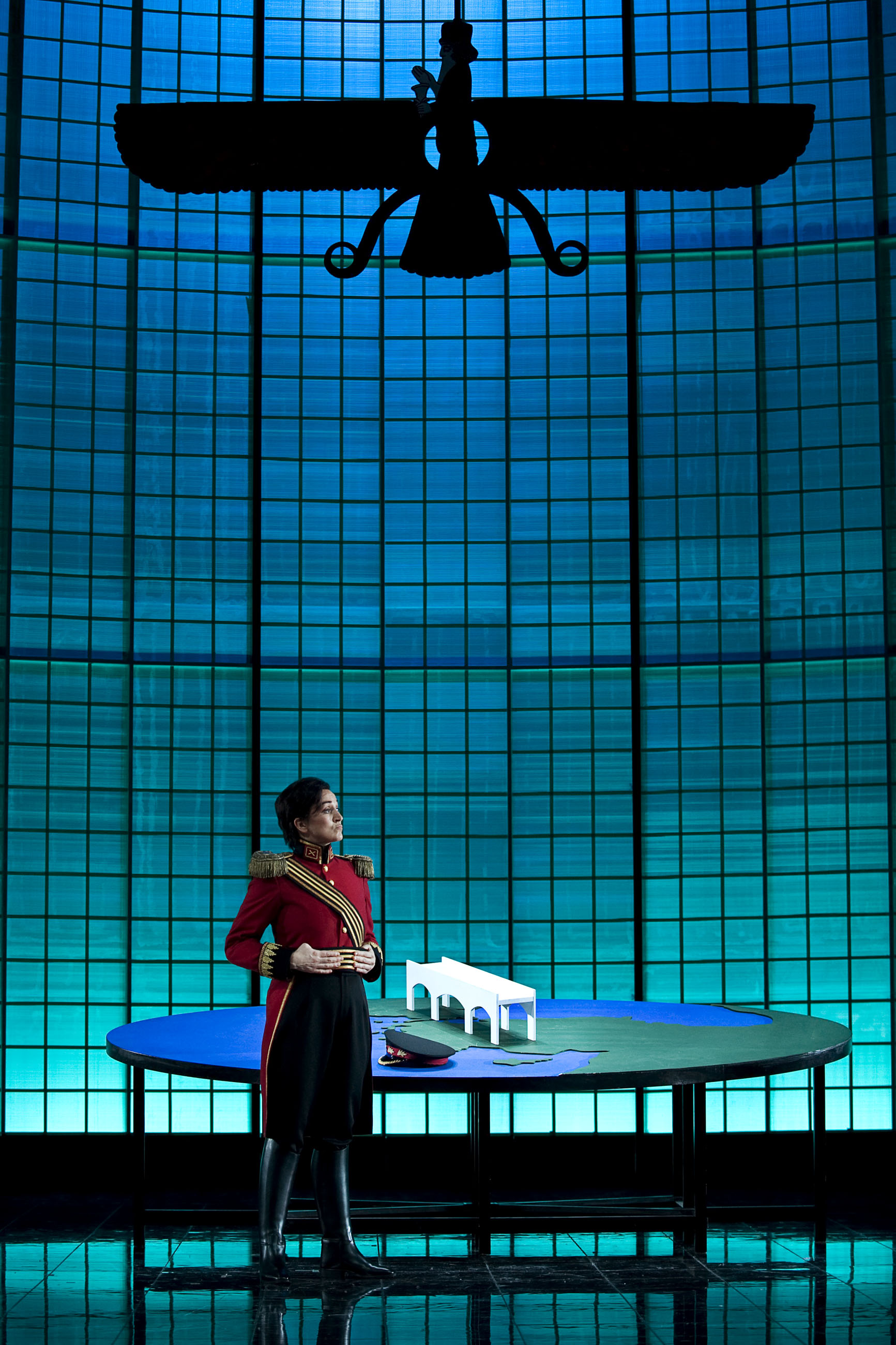
Katarina Karnéus als Serse an der Schwedischen Oper Stockholm, 2009

Die große Menge an Werken macht es Theatern und Opernhäusern nicht einfach, eine Auswahl zu treffen, die einem hohen Anspruch genügt und auch genügend Publikum findet. Abhängig von der Größe des Theaters und dem vorhandenen Budget wird von Intendant und Dramaturgie für jede Sparte des Theaters (Schauspiel, Musiktheater, Ballett, Kinder- und Jugendtheater, Puppentheater etc.) ein Spielplan erarbeitet, der dem Haus und seinen Mitarbeitern angepasst ist. Der Spielplan geht auf die regionalen Eigenheiten und Aufführungstraditionen des Ortes ein – zum Beispiel durch open air-Festspiele, Weihnachts- oder Neujahrskonzerte – weist aber auch auf aktuelle Strömungen des Musiktheaters hin, indem auch zeitgenössische Werke aufgeführt werden. Je nach Größe des Hauses werden verschiedene Opern in einer Spielzeit neu inszeniert. Die erste öffentliche Darbietung einer neuen Oper nennt man Uraufführung, die erste öffentliche Darbietung einer Oper in einer neuen Inszenierung Premiere.
Nach und nach hat sich ein praxiserprobter, mehr oder weniger enger Kanon an Opern herausgebildet, die regelmäßig auf dem Spielplan stehen. Etwa 150 Opern bilden diesen nicht festgeschriebenen Kanon im Kern. Entsprechend hat sich das Interesse vor allem des Feuilletons von den vielfach bereits bekannten Werken hin zu deren Interpretation verlagert, wobei vor allem die Inszenierung in den Vordergrund rückt. Das Publikum verbindet seine Lieblingsopern oft mit bestimmten Traditionen, die zum Teil auch in Konventionen erstarrt sind, und reagiert auf radikale Deutungsansätze (Regietheater) kontrovers.

### Sprache der Aufführungen
Bis zur Mitte der 1960er Jahre wurden Opern zumeist in der jeweiligen Landessprache des Aufführungsortes aufgeführt. So wurden Verdi-Opern in Deutschland in deutscher Sprache und Wagner-Opern in Italien in italienischer Sprache gesungen, wie auch Radio- und Fernsehaufzeichnungen belegen. Bereits zuvor gab es jedoch Theater, die Opern in der jeweiligen Originalsprache aufführten, etwa die Metropolitan Opera in New York. Auch die Salzburger Festspiele zeigten Opern stets ausschließlich in der Originalsprache. Aufgrund eines Vertrages mit der Mailänder Scala, bei dem sich italienische Sänger verpflichteten, auch an der Wiener Staatsoper zu singen, führte Herbert von Karajan 1956 an der Wiener Staatsoper das Prinzip ein, Opern in der Originalsprache aufzuführen. Mit seiner Begründung, die Einheit von Wort und Musik gehe bei Übersetzungen in eine andere Sprache verloren, wurden Opern allmählich immer mehr in ihrer ursprünglichen Form aufgeführt. Auch der Schallplatten und Sänger-Markt, der sich zunehmend internationalisierte, trug entscheidend zu dieser Entwicklung bei. In der DDR gab es hingegen weiterhin eine große Tradition von Übersetzungen, jedoch wurde mit neuen Übertragungen (z. B. Walter Felsenstein, Siegfried Schoenbohm) versucht, den Inhalt des Originals genauer, sprachlich gelungener und vor allem musikalisch passender umzusetzen. Heute werden in fast allen großen Opernhäusern Opern in der Originalsprache aufgeführt und dazu simultan Übertitel eingeblendet.
An vielen kleineren Theatern, vor allem im Osten Deutschlands, gibt es noch Aufführungen in deutscher Sprache. Auch gibt es in einigen Städten (z. B. Berlin, München, Wien) mehrere Opernhäuser, von denen eines Opern in Übersetzungen aufführt, wie etwa die Volksoper Wien, die Komische Oper Berlin, das Staatstheater am Gärtnerplatz in München, oder in London die English National Opera. Hin und wieder gibt es auch eine autorisierte Übersetzung (wie im Falle der Opern Leoš Janáčeks, deren deutscher Text von Janáčeks Freund Max Brod stammt, so dass auch der deutsche Text als original gelten darf). Schwierig gestaltet sich die Aufführung in Originalsprache auch immer dann, wenn Dialoge in dem Werk vorkommen. Hier gibt es auch Mischformen, das heißt, gesprochene Texte werden übersetzt, gesungene erklingen jedoch in Originalsprache. Im Bereich Singspiel, Operette, Musical ist daher die übersetzte Musiktheateraufführung weit verbreitet. Für die exakte Übersetzung aus einer Fremdsprache ist am Theater die Dramaturgie zuständig. Wenn die Sprachkenntnisse der Korrepetitoren vertieft werden sollen, werden auch spezialisierte Coaches für eine Fremdsprache hinzugezogen.

### Bücher
- Paul Bekker: Wandlungen der Oper. Zürich 1983 (Reprint von 1934), ISBN 3-280-01409-3.
- Barbara Beyer: Warum Oper? Alexander, Berlin 2006, ISBN 3-89581-145-9.
- Oscar Bie: Die Oper. Mainz 1988 (Reprint von 1923), ISBN 978-3-492-18234-8.
- Carl Dahlhaus u. a. (Hrsg.): Pipers Enzyklopädie des Musiktheaters. 6 Bände und Register. Piper, München/Zürich 1986–1997, ISBN 3-492-02411-4, ISBN 3-492-03972-3.
- Jens Malte Fischer: Oper – das mögliche Kunstwerk. Müller-Speiser, Anif/Salzburg 1991.
- Jens Malte Fischer: Vom Wunderwerk der Oper. Zsolnay, Wien 2007, ISBN 978-3-552-05396-0.
- Johannes Jansen: Schnellkurs Oper. Dumont Buchverlag, Köln 1998, ISBN 3-7701-4280-2.
- Rudolf Kloiber, Wulf Konold, Robert Maschka: Handbuch der Oper. 14., grundlegend überarbeitete Auflage. J. B. Metzler, Stuttgart 2016, ISBN 978-3-476-02586-9.
- Arnold Jacobshagen (Hrsg.): Praxis Musiktheater. Ein Handbuch. Laaber-Verlag, Laaber 2002, ISBN 978-3-89007-512-9.
- Isolde Schmid-Reiter (Hrsg.): L’Europe Baroque. Oper im 17. und 18. Jahrhundert. L’opéra aux XVIIe et XVIIIe siècles. ConBrio, Regensburg 2010, ISBN 978-3-940768-17-9.
- Ulrich Schreiber: Die Kunst der Oper. 4 Bände. Büchergilde Gutenberg, Frankfurt am Main 1988–2005, ISBN 3-7632-3101-3, ISBN 3-7632-5643-1.
- Ulrich Schreiber: Opernführer für Fortgeschrittene I: Von den Anfängen bis zur Französischen Revolution. Bärenreiter, 1999, ISBN 3-7618-0899-2.
- Ulrich Schreiber: Opernführer für Fortgeschrittene II: Das 19. Jahrhundert. Bärenreiter, 2000, ISBN 3-7618-1028-8.
- Ulrich Schreiber: Opernführer für Fortgeschrittene III: Das 20. Jahrhundert. 3 Bände. Bärenreiter, 2000–2006, III.1: ISBN 3-7618-1436-4, III.2: ISBN 3-7618-1437-2, III.3: ISBN 3-7618-1859-9.
- Silke Leopold, Robert Maschka: Who’s who in der Oper. Deutscher Taschenbuch-Verlag, München / Bärenreiter, Kassel u. a. 2004, ISBN 3-423-34126-2 oder ISBN 3-7618-1780-0.
- Stanley Sadie (Hrsg.): The New Grove Dictionary of Opera. Grove, New York/Oxford 2004, ISBN 0-19-522186-9 (englisch).
- Siegfried Mauser (Hrsg.): Handbuch der musikalischen Gattungen. Band 11; Silke Leopold: Die Oper im 17. Jahrhundert. Verlag Laaber, 2004, ISBN 978-3-89007-134-3.
- Siegfried Mauser (Hrsg.): Handbuch der musikalischen Gattungen. Band 12; Herbert Schneider, Reinhard Wiesend (Hrsg.): Die Oper im 18. Jahrhundert. Verlag Laaber, 2001, ISBN 978-3-89007-135-0.
- Siegfried Mauser (Hrsg.): Handbuch der musikalischen Gattungen. Band 13; Sieghart Döhring, Sabine Henze-Döhring: Oper und Musikdrama im 19. Jahrhundert. Verlag Laaber 1997, ISBN 978-3-89007-136-7.
- Siegfried Mauser (Hrsg.): Handbuch der musikalischen Gattungen. Band 14; Siegfried Mauser (Hrsg.): Musiktheater im 20. Jahrhundert. Verlag Laaber, 2002, ISBN 978-3-89007-285-2.
- Dieter Zöchling: Die Oper. Westermanns farbiger Führer durch Oper, Operette, Musical. Mit einem Vorwort von Placido Domingo. Westermann Verlag, Braunschweig 1981, Redaktionsbüro Harenberg, Schwerte, ISBN 3-611-00024-8 (mit 166 Komponistenporträts und Vorstellung von 400 Opern, Operetten und Musicals – jeweils mit Handlung und kritischer Wertung sowie Informationen zu Libretto, Entstehungs- und Wirkungsgeschichte, Uraufführung, deutscher Erstaufführung, einzelnen Rollen und Sekundärliteratur).
- The New Franzen Opera Encyclopedia I – ein Werkverzeichnis aller je geschriebenen und uraufgeführten Opern, Operetten und Singspiele. Zürich 1998, ISBN 3-905587-05-X.
- The New Franzen Opera Encyclopedia II – ein Verzeichnis aller Opernsängerinnen und Opernsänger. Zürich 1999, ISBN 3-905587-08-4.
- The New Franzen Opera Encyclopedia III – ein Verzeichnis aller Opernkomponisten mit Diskografie. Zürich 1999, ISBN 3-905587-10-6.
- Harenberg Opernführer – Der Schlüssel zu 500 Opern, ihrer Handlung und Geschichte (mit CD-Empfehlungen der „Opernwelt“-Redaktion). Dortmund 1995, ISBN 3-611-00496-0.
- Elisabeth Schmierer: Lexikon der Oper in 2 Bänden. Laaber-Verlag, Laaber 2002, ISBN 978-3-89007-524-2.
- Clemens Wolthens: Oper und Operette. Tosa Verlag, Wien 1970.
- Peter Overbeck: Oper. Reclam-Verlag, Ditzingen 2019, ISBN 978-3-15-020537-2.
- Bernd Feuchtner: Die Oper des 20. Jahrhunderts in 100 Meisterwerken. Wolke Verlag, Hofheim 2020, ISBN 978-3-95593-250-3.

### Fachzeitschriften
- Oper! das Magazin. OPER Medien GmbH & Co. KG, Berlin, ISSN 2365-2217.
- Opernwelt. Friedrich-Berlin-Verlags-Gesellschaft, Berlin, ISSN 0030-3690.
- Das Opernglas. Opernglas-Verlags-Gesellschaft, Hamburg, ISSN 0935-6398.